# Élections européennes de 2019 en France
Les élections européennes de 2019 en France se tiennent les 25 et 26 mai 2019, afin de désigner les députés représentant la France au Parlement européen.
Le mode de scrutin français connaît un changement par rapport à 2014, avec le passage de huit circonscriptions interrégionales à une seule, nationale. Il s'agit du premier scrutin national au suffrage universel direct depuis l'élection d'Emmanuel Macron à la présidence de la République, en 2017.
Ces élections voient le Rassemblement national arriver en tête, d'une courte avance, une percée inattendue d'Europe Écologie Les Verts (EELV), qui n'atteint cependant pas son record de 2009, et la chute des anciens partis de gouvernement Les Républicains et le Parti socialiste. Elles confirment la dualité de 2017 entre le Rassemblement national (RN) et La République en marche (LREM).
Comme dans la plupart des autres pays de l'Union européenne, la participation augmente. À 50,1 %, c'est le plus haut niveau depuis 1994, sept points de plus qu'en 2014, la progression étant même d'environ vingt points pour les moins de 35 ans.

## Participation
Les élections européennes de 2019 en France sont marquées par un « bond », du taux de participation, passé en cinq ans de 42,4 % à 50,1 %, un record depuis les élections de 1994.
Ce bond n'est pas spécifique à la France, 50,7 % des inscrits sur les listes électorales européennes ayant participé à l'échelle du continent, un "record" après une "hausse ininterrompue de l'abstention depuis 1979" et la première fois que la participation dépasse la barre des 50 % depuis 1994. En France, ce progrès s'effectue via une imprévue "remobilisation des jeunes dans la dernière ligne droite de la campagne". En avril 2019, seuls 32 % des moins de 35 ans affirmaient vouloir se rendre aux urnes mais lors du vote leur participation finalement s’est élevée à près de 40 %, deux fois plus qu’en 2014.

### Mode de scrutin

Logo des élections par le ministère de l'Intérieur.

Les 79 membres français du Parlement européen sont élus en France au scrutin proportionnel plurinominal avec listes fermées et seuil électoral de 5 % dans une unique circonscription nationale. Les sièges sont répartis selon la méthode de la plus forte moyenne. Parmi ces 79 sièges pourvus, cinq le seront à compter d'une éventuelle sortie du Royaume-Uni de l'Union européenne.
Dans la mesure où 1/79e correspond à ~1,3 %, ce mode de scrutin et le seuil de 5 % sont sans succès contestés auprès du Conseil constitutionnel après ces élections de 2019, notamment par le Parti animaliste. En effet, à l'issue du scrutin, les voix de 4,48 millions d’électeurs, soit 19,7 % des suffrages exprimés, n'ont ainsi pas été prises en compte, malgré les 15 sièges de députés auxquels ces voix auraient pu théoriquement correspondre,.
Alors que l'élection des députés européens représentant la France se faisait depuis 2004 dans le cadre de huit circonscriptions interrégionales, ces élections se feront à nouveau, comme de 1979 à 1999, dans le cadre d'une circonscription nationale unique. Le Gouvernement affirme que cette mesure doit permettre d'accroître l'intérêt des Français pour ces élections. Le parti Les Républicains (LR) est l’un des rares à s'opposer à la loi de 2018 changeant le mode de scrutin, dénonçant une manœuvre visant à favoriser La République en marche (LREM),. Selon Victorin Lurel, sénateur PS de la Guadeloupe, la France d'outre-mer est sacrifiée au profit des ambitions politiques du président de la République, Emmanuel Macron. Pour Le Parisien, ce changement permet à Emmanuel Macron de renforcer le clivage politique et de s'adapter à l'absence de figure politique forte au sein de LREM.
La possibilité de l’introduction de listes transnationales est proposée par Emmanuel Macron ; en France, elle rencontre notamment l’opposition du Front national et de La France insoumise. En janvier 2018, la commission des affaires constitutionnelles du Parlement européen approuve l'idée de réserver vingt-sept sièges à des députés transnationaux,. Mais le mois suivant, les députés européens rejettent, par 368 voix contre 274, le principe de listes transnationales. Ce vote est toutefois consultatif, la décision finale revenant au Conseil européen.
Du fait de la suppression des circonscriptions interrégionales, la représentation française élue en 2019 pourrait être plus paritaire que la précédente (44,4 % de femmes). En effet, bien que la loi impose des listes paritaires avec alternance des sexes, le mode de scrutin en vigueur en 2014 était tel que la plupart des têtes de liste dans les différentes circonscriptions étaient des hommes, ce qui éloignait le résultat de la parité à chaque fois qu'une liste régionale menée par un homme obtenait un nombre de sièges impair.

### Dates du scrutin
Les élections ont lieu le 26 mai 2019. Cependant, en raison du décalage horaire, Saint-Pierre-et-Miquelon, Saint-Barthélemy, Saint-Martin, la Guadeloupe, la Martinique, la Guyane, la Polynésie française et les Français établis sur le continent américain votent la veille, le 25 mai.

### Nombre de sièges
La répartition des sièges du Parlement européen en fixe 79 pour la France, soit cinq de plus que lors de la précédente législature. Toutefois, avec la procédure de retrait du Royaume-Uni de l'Union européenne, prévue pour mars 2019 mais toujours en cours au moment de l’élection, il est décidé d’élire 74 députés européens, et de garder cinq sièges dont les candidats entreront en fonction à la date du retrait du Royaume-Uni de l'Union européenne.

### Candidatures
Tout citoyen européen pouvant voter peut se présenter aux élections européennes. Chaque liste de candidats doit être constituée de 79 membres et de manière paritaire (alternance systématique d’un homme et d’une femme). Le dépôt des listes se fait au ministère de l'Intérieur du 23 avril au 3 mai 2019. Il est ensuite impossible de se retirer, sauf si la majorité des 79 membres de la liste le fait savoir avant le 3 mai.

## Contexte

### Union européenne
La 8e législature (2014-2019) a connu plusieurs événements susceptibles d'influer durablement sur la situation politique en Europe, comme le référendum sur l'appartenance du Royaume-Uni à l'Union européenne en 2016, l'émergence et l'élection dans plusieurs pays de mouvements dits populistes et dont la sensibilité politique est globalement eurosceptique (en Hongrie en 2014, en Pologne en 2015, en Autriche en 2017, en Italie en 2018 et en Espagne en 2019), et l'adoption de l'accord de Paris sur le climat en 2015.
La campagne a lieu en pleine incertitude sur la sortie du Royaume-Uni de l'Union européenne (« Brexit »), votée en 2016 par les citoyens britanniques. Les dirigeants européens donnent en avril 2019 leur accord sous conditions pour reporter la date limite du Brexit au-delà des élections européennes. Durant ces négociations, le président français, Emmanuel Macron, apparaît isolé en se montrant le plus intransigeant des chefs d'État,,.
Les élections interviennent alors que la Commission européenne est dominée depuis 15 ans par le Parti populaire européen (PPE) et que celle-ci est soutenue depuis 40 ans par la « grande coalition » entre le PPE et le Parti socialiste européen (PSE) ; la Commission sortante rassemble des membres du PPE, du PSE et de l’Alliance des démocrates et des libéraux pour l'Europe (ALDE) . Le président sortant de la Commission européenne, élu par le Parlement européen en 2014, est le Luxembourgeois Jean-Claude Juncker. Celui-ci ne brigue pas un second mandat et le PPE, dont il est issu, présente la candidature de l’Allemand Manfred Weber, président du groupe du PPE au Parlement européen, quand le PSE présente celle du Néerlandais Frans Timmermans, premier vice-président de la Commission européenne, et l’ALDE celle de la Danoise Margrethe Vestager, commissaire européenne à la Concurrence.

### France

#### Présidence d'Emmanuel Macron

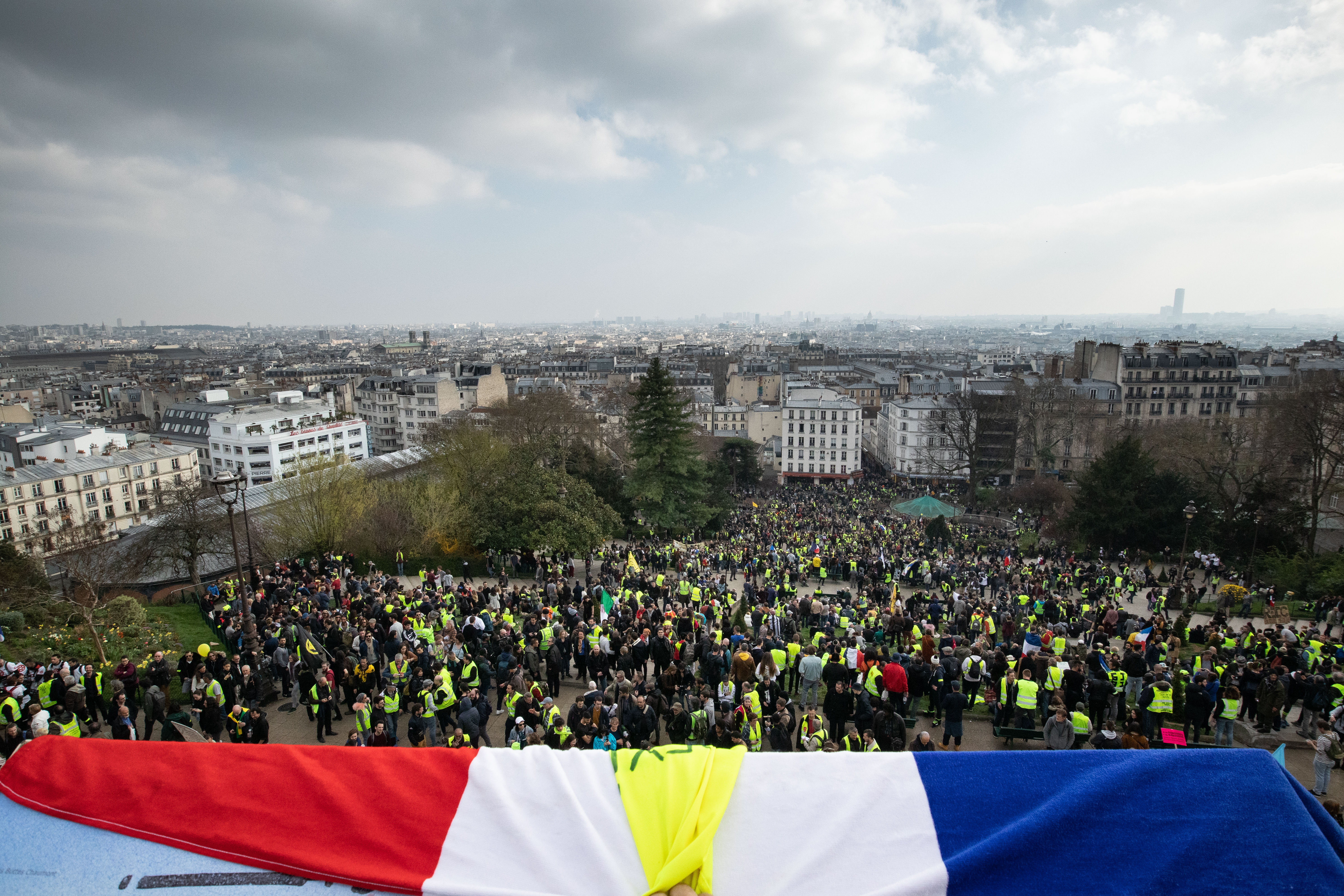
Gilets jaunes manifestant à Paris, en mars 2019.

En France, les élections européennes de 2019 sont les premières élections au suffrage universel direct depuis les élections présidentielle et législatives de 2017, qui ont vu la victoire d'Emmanuel Macron et de son parti, La République en marche (LREM). Malgré la baisse de popularité d’Emmanuel Macron, les partis d’opposition continuent à apparaître divisés et affaiblis,, en particulier à gauche.
La campagne électorale se déroule dans un contexte social tendu, avec la poursuite du mouvement des Gilets jaunes. L’exécutif souhaite répondre à cette contestation avec l’organisation du grand débat national, qui est accusé par l’opposition de parasiter la campagne des élections européennes. La fin de l'année 2018 voit aussi émerger un mouvement en faveur d'une lutte accrue contre le changement climatique.
Le 15 avril 2019, un grand incendie ravage la cathédrale Notre-Dame de Paris, suscitant une vive émotion en France et de nombreuses réactions de la classe politique nationale et internationale,. Devant l’émoi de l’opinion publique, plusieurs têtes de liste aux élections européennes décident de suspendre leur campagne pour quelques jours,, avant de reprendre leurs déplacements.

#### Députés sortants
- PCF (2)
- FG (1)
- FI (1)
- GRS (1)
- G·s (3)
- PS (7)
- LRDG (1)
- EÉLV (5)
- DVÉ (1)
- MRSL (2)
- MoDem (2)
- LREM (2)
- GC (1)
- UDI (1)
- Agir (2)
- DVD (2)
- LR (16)
- DLF (2)
- PCD (1)
- LP (2)
- LFL (1)
- RN (15)
- CJ (1)
- SE (2)

- GUE/NGL (5)
- S&D (12)
- Verts/ALE (6)
- ADLE (7)
- PPE (20)
- ELDD (6)
- ENL (15)
- NI (3)

Répartition des députés européens sortants représentant la France par parti politique national :

Répartition des députés européens sortants représentant la France par groupe parlementaire européen :

Lors des élections européennes de 2014, le Front national (devenu Rassemblement national) était arrivé en tête au niveau national, devant l’UMP (devenue Les Républicains) et le Parti socialiste.
| Groupe       | Sièges | Listes d'élection de 2014 | Parti | Parti                                                   | Sièges | Parti européen                                                    |
| ------------ | ------ | ------------------------- | ----- | ------------------------------------------------------- | ------ | ----------------------------------------------------------------- |
| PPE          | 20     | Listes UMP                |       | Les Républicains (LR)                                   | 16     | Parti populaire européen                                          |
| PPE          | 20     | Listes UMP                |       | Divers droite (DVD)                                     | 2      | Parti populaire européen,                                         |
| PPE          | 20     | Listes UMP                |       | Agir                                                    | 2      | Parti populaire européen,                                         |
| ENL          | 15     | Listes FN-RBM             |       | Rassemblement national (RN)                             | 14     | Mouvement pour une Europe des nations et des libertés             |
| ENL          | 15     | Listes FN-RBM             |       | Sans étiquette (SE)                                     | 1      |                                                                   |
| S&D          | 12     | Listes PS-PRG             |       | Parti socialiste (PS)                                   | 7      | Parti socialiste européen                                         |
| S&D          | 12     | Listes PS-PRG             |       | Génération.s (G·s)                                      | 3      |                                                                   |
| S&D          | 12     | Listes PS-PRG             |       | La République en marche (LREM)                          | 1      |                                                                   |
| S&D          | 12     | Listes PS-PRG             |       | Les Radicaux de gauche ou LRDG                          | 1      | Parti socialiste européen                                         |
| ADLE         | 7      | Listes L’Alternative      |       | Mouvement démocrate (MoDem)                             | 2      | Parti démocrate européen                                          |
| ADLE         | 7      | Listes L’Alternative      |       | Mouvement radical (MRSL)                                | 2      | Parti de l'Alliance des libéraux et des démocrates pour l'Europe  |
| ADLE         | 7      | Listes L’Alternative      |       | Union des démocrates et indépendants (UDI)              | 1      | Parti de l'Alliance des libéraux et des démocrates pour l'Europe  |
| ADLE         | 7      | Listes L’Alternative      |       | La République en marche (LREM)                          | 1      | Parti de l'Alliance des libéraux et des démocrates pour l'Europe, |
| ADLE         | 7      | Listes L’Alternative      |       | Génération citoyens (GC)                                | 1      |                                                                   |
| Verts/ALE    | 6      | Listes EÉLV               |       | Europe Écologie Les Verts (EÉLV)                        | 5      | Parti vert européen                                               |
| Verts/ALE    | 6      | Listes EÉLV               |       | Divers écologiste (DVÉ)                                 | 1      |                                                                   |
| ELDD         | 6      | Listes FN-RBM             |       | Les Patriotes (LP)                                      | 2      |                                                                   |
| ELDD         | 6      | Listes FN-RBM             |       | Debout la France (DLF)                                  | 2      | Alliance pour la démocratie directe en Europe                     |
| ELDD         | 6      | Listes FN-RBM             |       | Parti chrétien-démocrate (PCD)                          | 1      | Mouvement politique chrétien européen                             |
| ELDD         | 6      | Listes FN-RBM             |       | Les Français libres (LFL)                               | 1      |                                                                   |
| GUE/NGL      | 5      | Listes FG                 |       | Parti communiste français – Front de gauche (PCF-FG)    | 2      | Parti de la gauche européenne                                     |
| GUE/NGL      | 5      | Listes FG                 |       | Front de gauche (FG)                                    | 1      | Parti de la gauche européenne                                     |
| GUE/NGL      | 5      | Listes FG                 |       | La France insoumise – Union pour les Outremer (LFI-UOM) | 1      | Parti de la gauche européenne                                     |
| GUE/NGL      | 5      | Listes PS-PRG             |       | Gauche républicaine et socialiste (GRS)                 | 1      |                                                                   |
| Non-inscrits | 3      | Listes FN-RBM             |       | Rassemblement national (RN)                             | 1      |                                                                   |
| Non-inscrits | 3      | Listes FN-RBM             |       | Comités Jeanne (CJ)                                     | 1      | Alliance pour la paix et la liberté,                              |
| Non-inscrits | 3      | Listes FN-RBM             |       | Sans étiquette (SE)                                     | 1      |                                                                   |

## Listes

### Listes déposées
Le 3 mai 2019, 33 listes sont déposées et leur ordre est tiré au sort. Le Journal officiel publie les noms des candidats le 4 mai. Une 34e liste est validée par le ministère de l'Intérieur après un recours devant le Conseil d'État. Ce nombre constitue un record pour un scrutin national en France. Avec 79 candidats par liste, il y a au total 2 686 candidats.
| Parti portant la liste | Parti portant la liste                                                                                 | Positionnement et idéologie                                                            | Tête de liste           | Parti européen     | Députés sortants | Députés sortants   |
| Parti portant la liste | Parti portant la liste                                                                                 | Positionnement et idéologie                                                            | Tête de liste           | Parti européen     | Nombre           | Groupe             |
| ---------------------- | --- | -------------------------------------------------------------------------------------- | ----------------------- | ------------------ | ---------------- | ------------------ |
|                        | La France insoumise Parti de gauche Gauche républicaine et socialiste Mouvement républicain et citoyen | Gauche à gauche radicale Antilibéralisme, écosocialisme, euroscepticisme               | Manon Aubry             | MLP app. PGE       | 2                | GUE                |
|                        | Parti communiste français République et socialisme                                                     | Gauche radicale Communisme, antilibéralisme, euroscepticisme                           | Ian Brossat             | PGE                | 2                | GUE                |
|                        | Génération.s                                                                                           | Gauche Social-démocratie, écosocialisme, europhilie                                    | Benoît Hamon            | DiEM25 app. PSE    | 3                | S&D                |
|                        | Parti socialiste Place publique Nouvelle Donne Parti radical de gauche                                 | Gauche à centre gauche Social-démocratie, social-écologie, europhilie                  | Raphaël Glucksmann      | PSE                | 8                | S&D                |
|                        | Europe Écologie Les Verts Alliance écologiste indépendante Régions et peuples solidaires               | Gauche radicale à centre gauche Écologie politique, fédéralisme européen, régionalisme | Yannick Jadot           | PVE ALE            | 6                | Verts/ALE          |
|                        | La République en marche Mouvement démocrate Agir Mouvement radical Alliance centriste                  | Centre gauche à centre droit Europhilie, social-libéralisme                            | Nathalie Loiseau        | app. ALDE PDE ALDE | 8                | ADLE PPE Verts/ALE |
|                        | Union des démocrates et indépendants Force européenne démocrate La Gauche moderne                      | Centre à centre droit Fédéralisme européen, social-libéralisme                         | Jean-Christophe Lagarde | ALDE               | 1                | ADLE               |
|                        | Les Républicains Les Centristes Chasse, pêche, nature et traditions                                    | Droite Conservatisme, gaullisme                                                        | François-Xavier Bellamy | PPE                | 16               | PPE                |
|                        | Debout la France Centre national des indépendants et paysans                                           | Droite à extrême droite Euroscepticisme, souverainisme, conservatisme                  | Nicolas Dupont-Aignan   | CRE                | 2                | ELDD               |
|                        | Les Patriotes                                                                                          | Droite à extrême droite Euroscepticisme, national-républicanisme, souverainisme        | Florian Philippot       | app. ADDE          | 2                | ELDD               |
|                        | Rassemblement national                                                                                 | Droite radicale à extrême droite Euroscepticisme, nationalisme, national-conservatisme | Jordan Bardella         | MENL               | 16               | ENL                |

D'autres mouvements ou partis n'ayant pas de députés européens sortants, comme l'Alliance royale, Allons enfants, À voix égales, Dissidence française, Europe Démocratie Espéranto, Évolution citoyenne, Génération écologie, Lutte ouvrière, le Parti animaliste, le Parti fédéraliste européen, le Parti de l'in-nocence, le Parti pirate, le Collectif « Décroissance Élections », le Parti révolutionnaire Communistes, Souveraineté, identité et libertés, l'Union des démocrates musulmans français, Union démocratique pour la liberté, égalité, fraternité et l'Union populaire républicaine, ont également déposé une liste.
Par ailleurs, dans la foulée du mouvement des Gilets jaunes, plusieurs initiatives se sont formées avec l'intention de présenter une ou des listes de Gilets jaunes (dites « listes jaunes »),,. Finalement, quatre listes se réclament des Gilets jaunes.

### Caractéristiques
Les têtes de liste sont particulièrement jeunes par rapport aux scrutins précédents : Jordan Bardella a 23 ans (c’est par ailleurs la première fois que la liste du RN, anciennement FN, n’est pas conduite par un membre de la famille Le Pen), Manon Aubry (LFI) 29 ans, François-Xavier Bellamy (LR) 33 ans, tandis que Ian Brossat (PCF) et Raphaël Glucksmann (PS-PP) ont 39 ans,.
Les Républicains et le Parti socialiste se distinguent de leur ligne traditionnelle en choisissant comme têtes de liste deux intellectuels, relativement inconnus du grand public et ayant une expérience limitée en matière européenne, respectivement François-Xavier Bellamy et Raphaël Glucksmann. D’une manière générale, la campagne est marquée par la faible notoriété des têtes de liste, même si cinq d’entre elles ont été ou devaient être candidates à l’élection présidentielle de 2017 : Nathalie Arthaud (LO), François Asselineau (UPR), Nicolas Dupont-Aignan (DLF), Benoît Hamon (G·s) et Yannick Jadot (EÉLV).
Plusieurs partis placent des personnalités historiques en fin de liste, de façon symbolique : Arlette Laguiller pour Lutte ouvrière, Jean-Luc Mélenchon pour La France insoumise, André Chassaigne pour le Parti communiste français, Eva Joly pour Europe Écologie Les Verts, Marine Le Pen et Julien Sanchez pour le Rassemblement national, Jean-Marie Bockel pour l’Union des démocrates et indépendants ou encore Delphine Batho pour la liste « Urgence écologie ».
France Inter indique qu'il s'agit de la première fois que deux listes se revendiquant islamophobes se présentent à des élections européennes en France, avec « La Ligne claire » de Renaud Camus et « La Reconquête » de Vincent Vauclin.
La moitié seulement des députés élus lors des élections européennes de 2014 en France se représentent en 2019.

## Campagne

### Déroulement

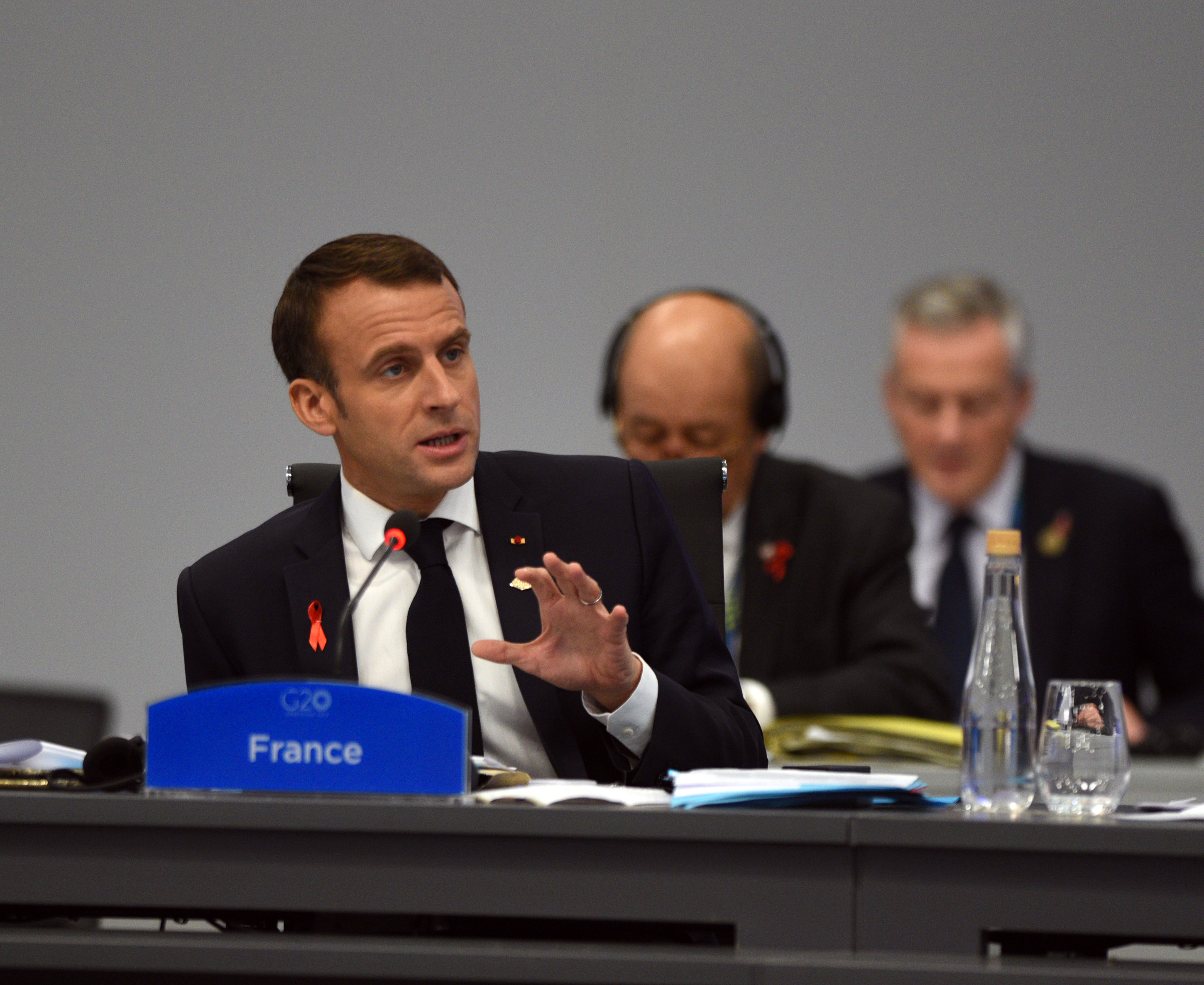
Le président Emmanuel Macron, très impliqué dans la campagne.

La campagne est marquée par une forte implication d’Emmanuel Macron, en particulier dans les dernières semaines précédant le scrutin,. Il attaque à plusieurs reprises le Rassemblement national et, fait inédit pour un président de la République, apparaît seul sur une affiche de son parti,. Il est ainsi considéré comme la véritable tête de liste de la majorité,.
L’immigration, pourtant désignée thème prioritaire par les Français selon plusieurs enquêtes d’opinion, n’est que peu évoquée durant la campagne, contrairement à la question écologique.

### Financements
Le remboursement des dépenses électorales profite aux candidats têtes de liste obtenant au moins 3 % des suffrages exprimés. Les remboursements concernent les circulaires et les bulletins de vote, les affiches et leur apposition. Tous les tarifs visés dans l'arrêté constituent un maximum et non un remboursement forfaitaire. Le remboursement s'effectue sur présentation de pièces justificatives.
Les partis se trouvant dans l’opposition, y compris les principaux (le Rassemblement national, Les Républicains ou La France insoumise), rencontrent des difficultés de financement. Le RN et la FI doivent notamment lancer des emprunts auprès des Français,. Certains d’entre eux renoncent même à participer au scrutin en raison des coûts nécessaires pour pouvoir disposer de bulletins de vote et d’affiches,. C’est notamment le cas du Nouveau Parti anticapitaliste — présent lors du scrutin de 2014 — et de Résistons. Plusieurs listes enregistrées ne seront ainsi pas en mesure d'imprimer leurs bulletins de vote.
Par ailleurs, la liste du Parti révolutionnaire Communistes est la seule qui n'a pas vu ses bulletins validés par la commission de propagande, entrainant de fait la nullité de tout vote sauf si un exemplaire est préalablement déposé en mairie par un candidat ou une personne mandatée à cet effet,.
La Commission nationale des comptes de campagne et des financements politiques (CNCCFP) a retranché plus de 320 000 euros de dépenses du compte de campagne de la liste du Rassemblement national. Le parti aurait cherché à optimiser son remboursement par des déclarations de frais injustifiées.

### Audiovisuel

#### Clips officiels
Concernant le temps réservé aux clips de campagne sur les chaînes de télévision, les deux heures auparavant réparties à égalité entre les partis représentés au Parlement français le seront désormais au prorata du nombre de parlementaires nationaux,. Cette dernière mesure a été très critiquée par l'opposition. Le temps de parole n'est en revanche pas modifié.
Le temps a été calculé à partir de trois fractions :
1. Pour la première fraction (102 minutes d’antenne), la répartition est strictement égalitaire (diffusion de deux clips d’1 minute 30) ;
2. Pour la deuxième fraction (120 minutes d’antenne), la répartition est calculée en fonction de la représentativité parlementaire (députés, sénateurs, députés européens) ; au total, seules 12 des 34 listes récupèrent plus ou moins de temps d’antenne dans cette deuxième fraction ;
3. Pour la troisième fraction (90 minutes d’antenne), le CSA réparti le temps « pour objet de corriger les déséquilibres qui affecteraient la répartition obtenue après l’attribution des durées prévues »[96] ; le CSA distribue ces 90 minutes à six listes.

Le temps maximal est attribué à la liste « Renaissance - LREM » (55 minutes et 53 secondes), suivie par la liste « Prenez le Pouvoir - RN » (48 minutes et 11 secondes) et la liste « Union de la droite et du centre- LR » (38 minutes et 20 secondes).

#### Débats télévisés
Le changement du mode de scrutin permet la tenue de débats nationaux, qui atteignent un nombre inédit pour des élections en France.

### Sondages

#### Derniers sondages
N.B. : est mentionné ici le dernier sondage publié par chaque institut. Pour consulter les sondages précédents ou antérieurs à 2019, se reporter à l'article détaillé.
| Sondeur                    | Date             | Échantillon | LO     | LFI    | PCF    | G·s    | PS-PP  | EÉLV    | UÉ     | LREM MoDem | UDI   | LR     | DLF    | LP     | RN      | UPR    | AJ     | PA     | Autres |
| -------------------------- | ---------------- | ----------- | ------ | ------ | ------ | ------ | ------ | ------- | ------ | ---------- | ----- | ------ | ------ | ------ | ------- | ------ | ------ | ------ | ------ |
| Sondeur                    | Date             | Échantillon |        |        |        |        |        |         |        |            |       |        |        |        |         |        |        |        |        |
| Résultat final             | 26 mai 2019      |             | 0,78 % | 6,31 % | 2,49 % | 3,27 % | 6,19 % | 13,48 % | 1,82 % | 22,42 %    | 2,5 % | 8,48 % | 3,51 % | 0,65 % | 23,34 % | 1,17 % | 0,54 % | 2,16 % | 0,89 % |
| Ipsos Sopra-Steria         | 24 mai 2019      | 5 877       | 0,5 %  | 7,5 %  | 2,5 %  | 2,5 %  | 5,5 %  | 9,5 %   | 0,5 %  | 23 %       | 1,5 % | 13 %   | 3,5 %  | 0,5 %  | 25 %    | 1 %    | 1 %    | 1,5 %  | 1,5 %  |
| Ifop-Fiducial              | 21 - 24 mai 2019 | 2 773       | 0,5 %  | 7,5 %  | 3 %    | 2 %    | 5,5 %  | 8 %     | 0,5 %  | 23 %       | 1,5 % | 13,5 % | 4 %    | 1,5 %  | 25,5 %  | 1 %    | 1 %    | 1.5 %  | 0 %    |
| Elabe                      | 23 - 24 mai 2019 | 2 100       | 1 %    | 8,5 %  | 2,5 %  | 2,5 %  | 4,5 %  | 9 %     | 1 %    | 22,5 %     | 1 %   | 13 %   | 4 %    | 2 %    | 25 %    | 1 %    | <0,5 % | 1,5 %  | 1 %    |
| Harris Interactive – Epoka | 23 - 24 mai 2019 | 1 015       | 1 %    | 9 %    | 3,5 %  | 2 %    | 5 %    | 7,5 %   | 1 %    | 22,5 %     | 1,5 % | 12 %   | 3,5 %  | 1 %    | 25 %    | 1 %    | 1 %    | 1,5 %  | 3,5 %  |
| OpinionWay                 | 20 - 22 mai 2019 | 2 914       | 1 %    | 8 %    | 3 %    | 2 %    | 6 %    | 9 %     | 1 %    | 23 %       | 1 %   | 13 %   | 3 %    | 1 %    | 25 %    | 1 %    | 1 %    | 1 %    | 1 %    |
| BVA                        | 20 - 21 mai 2019 | 1 347       | 0,5 %  | 8,5 %  | 3 %    | 2,5 %  | 5 %    | 8 %     | 1 %    | 22 %       | 1,5 % | 13 %   | 3,5 %  | 2 %    | 23 %    | 1,5 %  | <0,5 % | 1,5 %  | 1,5 %  |
| Kantar Sofres-OnePoint     | 6 - 8 mai 2019   | 2 010       | 2 %    | 8 %    | 2 %    | 3,5 %  | 5 %    | 8 %     | 1,5 %  | 20 %       | 1,5 % | 14 %   | 4,5 %  | 1 %    | 23 %    | 1 %    | 1 %    | 1 %    | 3 %    |

## Résultats

### Au niveau national
|                                    | |            |       |               |        |               |        |           |  |  |
| Liste Parti politique ou coalition | Liste Parti politique ou coalition | Voix       | %     | +/-           | Sièges | Sièges        | Sièges | Groupe    |  |  |
| Liste Parti politique ou coalition | Liste Parti politique ou coalition | Voix       | %     | +/-           | 74     | +/-           | 79     | Groupe    |  |  |
|                                    | Prenez le pouvoir, liste soutenue par Marine Le Pen Rassemblement national | 5 286 939  | 23,34 | 1,52          | 22     | 2             | 23     | ID        |  |  |
|                                    | Renaissance soutenue par La République en marche, le MoDem et ses partenaires La République en marche, Mouvement démocrate, Agir, Mouvement radical, Union des démocrates et des écologistes et Alliance centriste | 5 079 015  | 22,42 | Nv.           | 21     | 21            | 23     | RE        |  |  |
|                                    | Europe Écologie Europe Écologie Les Verts, Alliance écologiste indépendante et Régions et peuples solidaires | 3 055 023  | 13,48 | 4,53          | 12     | 6             | 13     | Verts/ALE |  |  |
|                                    | Union de la droite et du centre Les Républicains, Les Centristes et Chasse, pêche, nature et traditions | 1 920 407  | 8,48  | 12,33         | 8      | 12            | 8      | PPE       |  |  |
|                                    | La France insoumise La France insoumise, Parti de gauche, Gauche républicaine et socialiste et Mouvement républicain et citoyen                                                                                    | 1 428 548  | 6,31  | Nv.           | 6      | 6             | 6      | GUE/NGL   |  |  |
|                                    | Envie d'Europe écologique et sociale Parti socialiste, Place publique, Nouvelle Donne et Parti radical de gauche                                                                                                   | 1 403 170  | 6,19  | 10,69         | 5      | 8             | 6      | S&D       |  |  |
|                                    | Le courage de défendre les Français avec Nicolas Dupont-Aignan. Debout la France ! – CNIP Debout la France et Centre national des indépendants et paysans                                                          | 795 508    | 3,51  | 0,31          | 0      | en stagnation | 0      |           |  |  |
|                                    | Liste citoyenne du Printemps européen avec Benoît Hamon soutenue par Génération.s et DéME-DiEM25 Génération.s | 741 772    | 3,27  | Nv.           | 0      | en stagnation | 0      |           |  |  |
|                                    | Les Européens Union des démocrates et indépendants, Force européenne démocrate et La Gauche moderne | 566 057    | 2,50  | N/a           | 0      | en stagnation | 0      |           |  |  |
|                                    | Pour l'Europe des gens, contre l'Europe de l'argent Parti communiste français et République et socialisme | 564 949    | 2,49  | N/a           | 0      | en stagnation | 0      |           |  |  |
|                                    | Parti animaliste Parti animaliste | 490 074    | 2,16  | Nv.           | 0      | en stagnation | 0      |           |  |  |
|                                    | Urgence écologie Génération écologie, Mouvement écologiste indépendant et Mouvement des progressistes et Union des démocrates et des écologistes                                                                   | 412 136    | 1,82  | Nv.           | 0      | en stagnation | 0      |           |  |  |
|                                    | Ensemble pour le Frexit Union populaire républicaine | 265 469    | 1,17  | 0,76          | 0      | en stagnation | 0      |           |  |  |
|                                    | Lutte ouvrière – contre le grand capital, le camp des travailleurs Lutte ouvrière | 176 339    | 0,78  | 0,39          | 0      | en stagnation | 0      |           |  |  |
|                                    | Ensemble Patriotes et Gilets jaunes : pour la France, sortons de l'Union européenne ! Les Patriotes | 147 140    | 0,65  | Nv.           | 0      | en stagnation | 0      |           |  |  |
|                                    | Alliance jaune, la révolte par le vote Sans étiquette | 121 209    | 0,54  | Nv.           | 0      | en stagnation | 0      |           |  |  |
|                                    | Les oubliés de l'Europe – artisans, commerçants, professions libérales et indépendants – ACPLI Coordination nationale des indépendants                                                                             | 51 240     | 0,23  | Nv.           | 0      | en stagnation | 0      |           |  |  |
|                                    | Parti pirate Parti pirate | 30 105     | 0,13  | 0,08          | 0      | en stagnation | 0      |           |  |  |
|                                    | Union pour une Europe au service des peuples Union des démocrates musulmans français | 28 469     | 0,13  | Nv.           | 0      | en stagnation | 0      |           |  |  |
|                                    | Espéranto – langue commune équitable pour l'Europe Europe Démocratie Espéranto | 18 587     | 0,08  | 0,09          | 0      | en stagnation | 0      |           |  |  |
|                                    | Parti fédéraliste européen – Pour une Europe qui protège ses citoyens Parti fédéraliste européen | 12 146     | 0,05  | 0,04          | 0      | en stagnation | 0      |           |  |  |
|                                    | Décroissance 2019 Décroissance Élections | 10 352     | 0,05  | 0,03          | 0      | en stagnation | 0      |           |  |  |
|                                    | Allons enfants Allons enfants, le parti de la jeunesse | 8 062      | 0,04  | Nv.           | 0      | en stagnation | 0      |           |  |  |
|                                    | À voix égales Sans étiquette | 7 825      | 0,03  | Nv.           | 0      | en stagnation | 0      |           |  |  |
|                                    | PACE – Parti des citoyens européens Parti des citoyens européens | 6 663      | 0,03  | Nv.           | 0      | en stagnation | 0      |           |  |  |
|                                    | Mouvement pour l'initiative citoyenne Mouvement pour l'initiative citoyenne | 5 882      | 0,03  | Nv.           | 0      | en stagnation | 0      |           |  |  |
|                                    | Union démocratique pour la liberté, égalité, fraternité (UDLEF) Union démocratique pour la liberté, égalité, fraternité                                                                                            | 4 912      | 0,02  | Nv.           | 0      | en stagnation | 0      |           |  |  |
|                                    | Liste de la reconquête Dissidence française | 4 569      | 0,02  | Nv.           | 0      | en stagnation | 0      |           |  |  |
|                                    | Une France royale au cœur de l'Europe Alliance royale | 3 150      | 0,01  | 0,01          | 0      | en stagnation | 0      |           |  |  |
|                                    | Démocratie représentative Démocratie représentative | 3 084      | 0,01  | Nv.           | 0      | en stagnation | 0      |           |  |  |
|                                    | Évolution citoyenne Sans étiquette | 2 061      | 0,01  | Nv.           | 0      | en stagnation | 0      |           |  |  |
|                                    | La ligne claire Parti de l'in-nocence et Souveraineté, identité et libertés | 1 578      | 0,01  | en stagnation | 0      | en stagnation | 0      |           |  |  |
|                                    | Parti révolutionnaire Communistes Parti révolutionnaire Communistes | 1 413      | 0,01  | 0,01          | 0      | en stagnation | 0      |           |  |  |
|                                    | Neutre et actif Sans étiquette | 1 321      | 0,01  | Nv.           | 0      | en stagnation | 0      |           |  |  |
|                                    | |            |       |               |        |               |        |           |  |  |
| Suffrages exprimés                 | Suffrages exprimés | 22 655 174 | 95,47 |               |        |               |        |           |  |  |
| Votes blancs                       | Votes blancs | 555 033    | 2,33  |               |        |               |        |           |  |  |
| Votes nuls                         | Votes nuls | 520 533    | 2,19  |               |        |               |        |           |  |  |
| Total                              | Total | 23 730 740 | 100   | –             | 74     | en stagnation | 79     | –         |  |  |
| Abstentions                        | Abstentions | 23 614 588 | 49,88 |               |        |               |        |           |  |  |
| Inscrits / Participation           | Inscrits / Participation | 47 345 328 | 50,12 |               |        |               |        |           |  |  |

### Par département
| Département                     | RN      | RN    | LREM–MoDem | LREM–MoDem | EELV-AEI-RPS | EELV-AEI-RPS | LR–LC  | LR–LC | LFI-GRS | LFI-GRS | PS–PP-ND | PS–PP-ND | DLF-CNIP | DLF-CNIP | G·s    | G·s  | UDI    | UDI  | PCF    | PCF  | PA     | PA   | UE     | UE   | UPR   | UPR  | LO    | LO   | LP    | LP   | AJ    | AJ   | Autres | Autres | P.    |
| Département                     | #       | %     | #          | %          | #            | %            | #      | %     | #       | %       | #        | %        | #        | %        | #      | %    | #      | %    | #      | %    | #      | %    | #      | %    | #     | %    | #     | %    | #     | %    | #     | %    | #      | %      | P.    |
| ------------------------------- | ------- | ----- | ---------- | ---------- | ------------ | ------------ | ------ | ----- | ------- | ------- | -------- | -------- | -------- | -------- | ------ | ---- | ------ | ---- | ------ | ---- | ------ | ---- | ------ | ---- | ----- | ---- | ----- | ---- | ----- | ---- | ----- | ---- | ------ | ------ | ----- |
| Ain                             | 48 406  | 24,31 | 44 525     | 22,36      | 27 494       | 13,81        | 21 179 | 10,64 | 9 586   | 4,81    | 10 199   | 5,12     | 8 483    | 4,26     | 5 236  | 2,63 | 5 570  | 2,80 | 3 208  | 1,61 | 4 075  | 2,05 | 3 779  | 1,90 | 2 306 | 1,16 | 1 182 | 0,59 | 1 548 | 0,78 | 965   | 0,48 | 1 384  | 0,70   | 49,77 |
| Aisne                           | 74 089  | 39,88 | 29 069     | 15,65      | 14 555       | 7,83         | 13 349 | 7,19  | 11 663  | 6,28    | 7 415    | 3,99     | 8 455    | 4,55     | 4 364  | 2,35 | 4 028  | 2,17 | 3 828  | 2,06 | 4 801  | 2,58 | 2 352  | 1,27 | 1 884 | 1,01 | 1 762 | 0,95 | 1 862 | 1,00 | 1 212 | 0,65 | 1 096  | 0,59   | 52,59 |
| Allier                          | 32 042  | 25,44 | 24 629     | 19,55      | 11 403       | 9,05         | 14 023 | 11,13 | 8 452   | 6,71    | 7 215    | 5,73     | 4 328    | 3,44     | 4 209  | 3,34 | 3 785  | 3,00 | 6 225  | 4,94 | 2 992  | 2,38 | 1 769  | 1,40 | 1 123 | 0,89 | 1 188 | 0,94 | 1 013 | 0,80 | 853   | 0,68 | 716    | 0,57   | 54,39 |
| Alpes-de-Haute-Provence         | 18 008  | 27,16 | 13 222     | 19,94      | 8 750        | 13,19        | 4 314  | 6,51  | 5 359   | 8,08    | 3 390    | 5,11     | 2 606    | 3,93     | 1 880  | 2,83 | 1 130  | 1,70 | 2 136  | 3,22 | 1 468  | 2,21 | 1 207  | 1,82 | 900   | 1,36 | 446   | 0,67 | 513   | 0,77 | 461   | 0,70 | 525    | 0,79   | 55,16 |
| Hautes-Alpes                    | 13 507  | 23,49 | 12 022     | 20,91      | 9 239        | 16,07        | 4 415  | 7,68  | 3 871   | 6,73    | 3 331    | 5,79     | 2 259    | 3,93     | 1 754  | 3,05 | 1 300  | 2,26 | 1 417  | 2,46 | 1 191  | 2,07 | 1 158  | 2,01 | 736   | 1,28 | 430   | 0,75 | 156   | 0,27 | 308   | 0,54 | 407    | 0,71   | 54,96 |
| Alpes-Maritimes                 | 108 551 | 29,81 | 78 647     | 21,59      | 43 340       | 11,90        | 41 657 | 11,44 | 15 261  | 4,19    | 14 027   | 3,85     | 13 225   | 3,63     | 6 165  | 1,69 | 6 843  | 1,88 | 6 905  | 1,90 | 9 957  | 2,73 | 6 574  | 1,81 | 4 925 | 1,35 | 1 087 | 0,30 | 2 125 | 0,58 | 1 517 | 0,42 | 3 393  | 0,93   | 49,84 |
| Ardèche                         | 30 694  | 23,49 | 24 843     | 19,01      | 18 125       | 13,87        | 13 525 | 10,35 | 9 604   | 7,35    | 7 884    | 6,03     | 4 651    | 3,56     | 4 462  | 3,41 | 2 364  | 1,81 | 4 396  | 3,36 | 2 414  | 1,85 | 2 205  | 1,69 | 1 750 | 1,34 | 1 124 | 0,86 | 1 007 | 0,77 | 754   | 0,58 | 879    | 0,67   | 55,31 |
| Ardennes                        | 33 207  | 35,92 | 15 604     | 16,88      | 7 789        | 8,43         | 7 528  | 8,14  | 6 017   | 6,51    | 4 129    | 4,47     | 3 576    | 3,87     | 2 593  | 2,81 | 2 173  | 2,35 | 1 857  | 2,01 | 2 667  | 2,89 | 1 278  | 1,38 | 864   | 0,93 | 967   | 1,05 | 1 118 | 1,21 | 574   | 0,62 | 501    | 0,54   | 50,90 |
| Ariège                          | 15 567  | 24,71 | 10 529     | 16,72      | 7 791        | 12,37        | 3 273  | 5,20  | 6 772   | 10,75   | 6 141    | 9,75     | 1 877    | 2,98     | 2 707  | 4,30 | 972    | 1,54 | 2 156  | 3,42 | 1 301  | 2,07 | 1 054  | 1,67 | 854   | 1,36 | 577   | 0,92 | 589   | 0,94 | 370   | 0,59 | 457    | 0,73   | 56,80 |
| Aube                            | 34 267  | 33,43 | 18 803     | 18,35      | 8 955        | 8,74         | 11 076 | 10,81 | 4 802   | 4,69    | 3 938    | 3,84     | 5 380    | 5,25     | 2 315  | 2,26 | 2 889  | 2,82 | 1 922  | 1,88 | 2 410  | 2,35 | 1 753  | 1,71 | 1 100 | 1,07 | 748   | 0,73 | 939   | 0,92 | 612   | 0,60 | 581    | 0,57   | 53,24 |
| Aude                            | 44 997  | 31,24 | 24 430     | 16,96      | 14 618       | 10,15        | 8 478  | 5,89  | 11 244  | 7,81    | 13 745   | 9,54     | 4 658    | 3,23     | 4 166  | 2,89 | 2 102  | 1,46 | 4 373  | 3,04 | 3 123  | 2,17 | 2 348  | 1,63 | 1 709 | 1,19 | 945   | 0,66 | 1 179 | 0,82 | 1 044 | 0,72 | 873    | 0,61   | 56,37 |
| Aveyron                         | 22 071  | 19,08 | 27 751     | 24,00      | 14 445       | 12,49        | 11 226 | 9,71  | 8 324   | 7,20    | 8 793    | 7,60     | 4 398    | 3,80     | 3 820  | 3,30 | 3 479  | 3,01 | 2 739  | 2,37 | 1 764  | 1,53 | 2 150  | 1,86 | 1 283 | 1,11 | 982   | 0,85 | 905   | 0,78 | 731   | 0,63 | 789    | 0,68   | 57,53 |
| Bouches-du-Rhône                | 188 056 | 29,46 | 125 754    | 19,70      | 81 860       | 12,82        | 48 907 | 7,66  | 44 873  | 7,03    | 30 153   | 4,72     | 20 098   | 3,15     | 15 289 | 2,40 | 10 645 | 1,67 | 24 135 | 3,78 | 11 273 | 1,77 | 12 081 | 1,89 | 8 081 | 1,27 | 2 962 | 0,46 | 4 647 | 0,73 | 3 777 | 0,59 | 5 723  | 0,90   | 48,34 |
| Calvados                        | 60 139  | 23,02 | 59 070     | 22,61      | 33 996       | 13,01        | 21 423 | 8,20  | 14 958  | 5,73    | 17 006   | 6,51     | 10 151   | 3,89     | 10 384 | 3,98 | 6 653  | 2,55 | 5 181  | 1,98 | 6 658  | 2,55 | 4 785  | 1,83 | 2 376 | 0,91 | 2 365 | 0,91 | 2 255 | 0,86 | 1 717 | 0,66 | 2 113  | 0,81   | 55,05 |
| Cantal                          | 11 738  | 20,88 | 12 303     | 21,88      | 5 129        | 9,12         | 9 434  | 16,78 | 3 238   | 5,76    | 3 728    | 6,63     | 1 690    | 3,01     | 1 732  | 3,08 | 2 033  | 3,62 | 1 474  | 2,62 | 938    | 1,67 | 775    | 1,38 | 506   | 0,90 | 473   | 0,84 | 372   | 0,66 | 267   | 0,47 | 392    | 0,70   | 52,85 |
| Charente                        | 32 520  | 25,56 | 27 332     | 21,48      | 15 559       | 12,23        | 9 123  | 7,17  | 9 686   | 7,61    | 8 344    | 6,56     | 4 594    | 3,61     | 4 502  | 3,54 | 3 048  | 2,40 | 2 990  | 2,35 | 2 652  | 2,08 | 2 210  | 1,74 | 1 267 | 1,00 | 1 353 | 1,06 | 481   | 0,38 | 858   | 0,67 | 711    | 0,56   | 52,54 |
| Charente-Maritime               | 64 431  | 25,26 | 57 695     | 22,62      | 33 147       | 13,00        | 19 580 | 7,68  | 16 835  | 6,60    | 16 196   | 6,35     | 9 319    | 3,65     | 7 095  | 2,78 | 6 688  | 2,62 | 4 838  | 1,90 | 5 853  | 2,29 | 4 765  | 1,87 | 2 605 | 1,02 | 1 942 | 0,76 | 887   | 0,35 | 1 479 | 0,58 | 1 705  | 0,67   | 54,02 |
| Cher                            | 30 128  | 27,43 | 22 221     | 20,23      | 10 803       | 9,84         | 9 317  | 8,48  | 7 521   | 6,85    | 5 936    | 5,41     | 4 465    | 4,07     | 2 855  | 2,60 | 3 133  | 2,85 | 4 690  | 4,27 | 2 586  | 2,35 | 1 510  | 1,37 | 1 206 | 1,10 | 646   | 0,59 | 972   | 0,89 | 836   | 0,76 | 998    | 0,91   | 51,97 |
| Corrèze                         | 20 364  | 21,35 | 18 651     | 19,56      | 10 404       | 10,91        | 9 368  | 9,82  | 7 532   | 7,90    | 8 611    | 9,03     | 3 144    | 3,30     | 3 402  | 3,57 | 2 167  | 2,27 | 4 681  | 4,91 | 2 316  | 2,43 | 1 449  | 1,52 | 885   | 0,93 | 904   | 0,95 | 351   | 0,37 | 593   | 0,62 | 542    | 0,57   | 55,73 |
| Corse-du-Sud                    | 11 821  | 29,75 | 6 313      | 15,89      | 8 390        | 21,11        | 4 391  | 11,05 | 1 218   | 3,07    | 1 189    | 2,99     | 911      | 2,29     | 558    | 1,40 | 371    | 0,93 | 1 340  | 3,37 | 1 345  | 3,38 | 634    | 1,60 | 373   | 0,94 | 152   | 0,38 | 231   | 0,58 | 257   | 0,65 | 244    | 0,61   | 37,62 |
| Haute-Corse                     | 12 242  | 26,52 | 6 608      | 14,31      | 10 554       | 22,86        | 6 060  | 13,13 | 1 489   | 3,23    | 1 815    | 3,93     | 925      | 2,00     | 630    | 1,36 | 380    | 0,82 | 1 984  | 4,30 | 1 706  | 3,70 | 646    | 1,40 | 309   | 0,67 | 202   | 0,44 | 255   | 0,55 | 193   | 0,42 | 164    | 0,36   | 38,35 |
| Côte-d'Or                       | 44 405  | 23,91 | 41 710     | 22,46      | 23 845       | 12,84        | 17 452 | 9,40  | 10 944  | 5,89    | 11 003   | 5,93     | 7 168    | 3,86     | 5 785  | 3,12 | 4 712  | 2,54 | 3 129  | 1,69 | 4 919  | 2,65 | 3 596  | 1,94 | 2 064 | 1,11 | 1 452 | 0,78 | 1 233 | 0,66 | 876   | 0,47 | 1 401  | 0,75   | 54,11 |
| Côtes-d'Armor                   | 46 874  | 19,06 | 59 525     | 24,21      | 35 297       | 14,36        | 20 423 | 8,31  | 15 321  | 6,23    | 17 603   | 7,16     | 7 855    | 3,19     | 12 563 | 5,11 | 5 269  | 2,14 | 7 569  | 3,08 | 4 239  | 1,72 | 4 487  | 1,82 | 2 190 | 0,89 | 2 524 | 1,03 | 852   | 0,35 | 1 275 | 0,52 | 2 020  | 0,82   | 57,16 |
| Creuse                          | 11 041  | 24,38 | 8 348      | 18,43      | 4 451        | 9,83         | 4 383  | 9,68  | 4 026   | 8,89    | 3 164    | 6,99     | 1 603    | 3,54     | 1 909  | 4,22 | 1 066  | 2,35 | 1 648  | 3,64 | 972    | 2,15 | 624    | 1,38 | 498   | 1,10 | 504   | 1,11 | 378   | 0,83 | 299   | 0,66 | 371    | 0,82   | 53,33 |
| Dordogne                        | 43 022  | 25,30 | 32 898     | 19,34      | 19 430       | 11,42        | 12 040 | 7,08  | 14 631  | 8,60    | 12 718   | 7,48     | 5 981    | 3,52     | 6 177  | 3,63 | 3 513  | 2,07 | 6 268  | 3,69 | 3 706  | 2,18 | 2 761  | 1,62 | 1 934 | 1,14 | 1 334 | 0,78 | 1 277 | 0,75 | 1 118 | 0,66 | 1 266  | 0,74   | 58,27 |
| Doubs                           | 40 321  | 22,54 | 38 615     | 21,59      | 24 750       | 13,84        | 18 565 | 10,38 | 11 121  | 6,22    | 10 341   | 5,78     | 7 407    | 4,14     | 5 110  | 2,86 | 4 444  | 2,48 | 2 955  | 1,65 | 3 831  | 2,14 | 3 749  | 2,10 | 2 189 | 1,22 | 1 628 | 0,91 | 1 439 | 0,80 | 1 031 | 0,58 | 1 379  | 0,77   | 51,79 |
| Drôme                           | 43 529  | 23,40 | 38 188     | 20,52      | 29 454       | 15,83        | 16 836 | 9,05  | 12 049  | 6,48    | 10 605   | 5,70     | 6 979    | 3,75     | 5 612  | 3,02 | 3 754  | 2,02 | 4 421  | 2,38 | 3 695  | 1,99 | 3 457  | 1,86 | 2 328 | 1,25 | 1 472 | 0,79 | 1 405 | 0,76 | 1 084 | 0,58 | 1 189  | 0,64   | 52,93 |
| Eure                            | 68 485  | 31,64 | 41 135     | 19,00      | 22 389       | 10,34        | 16 413 | 7,58  | 12 801  | 5,91    | 9 998    | 4,62     | 10 490   | 4,85     | 5 688  | 2,63 | 5 391  | 2,49 | 4 461  | 2,06 | 6 268  | 2,90 | 3 459  | 1,60 | 2 421 | 1,12 | 2 098 | 0,97 | 1 950 | 0,90 | 1 415 | 0,65 | 1 597  | 0,74   | 53,41 |
| Eure-et-Loir                    | 40 712  | 27,88 | 30 020     | 20,56      | 14 729       | 10,09        | 14 231 | 9,75  | 7 744   | 5,30    | 7 380    | 5,05     | 7 358    | 5,04     | 4 091  | 2,80 | 4 399  | 3,01 | 2 362  | 1,62 | 4 190  | 2,87 | 2 489  | 1,70 | 1 975 | 1,35 | 1 134 | 0,78 | 1 280 | 0,88 | 1 054 | 0,72 | 881    | 0,60   | 51,50 |
| Finistère                       | 58 835  | 16,48 | 89 902     | 25,18      | 58 810       | 16,47        | 27 398 | 7,67  | 21 913  | 6,14    | 29 161   | 8,17     | 9 372    | 2,62     | 21 559 | 6,04 | 8 109  | 2,27 | 8 068  | 2,26 | 6 061  | 1,70 | 4 982  | 1,40 | 3 416 | 0,96 | 3 218 | 0,90 | 1 036 | 0,29 | 1 677 | 0,47 | 3 568  | 1,00   | 54,23 |
| Gard                            | 86 747  | 32,11 | 50 017     | 18,51      | 30 575       | 11,32        | 19 502 | 7,22  | 19 181  | 7,10    | 14 600   | 5,40     | 8 169    | 3,02     | 6 709  | 2,48 | 4 138  | 1,53 | 9 625  | 3,56 | 5 347  | 1,98 | 4 670  | 1,73 | 3 480 | 1,29 | 1 590 | 0,59 | 2 127 | 0,79 | 1 988 | 0,74 | 1 679  | 0,62   | 52,21 |
| Haute-Garonne                   | 89 523  | 18,71 | 109 568    | 22,90      | 80 449       | 16,81        | 30 877 | 6,45  | 35 116  | 7,34    | 43 135   | 9,02     | 12 615   | 2,64     | 19 234 | 4,02 | 9 670  | 2,02 | 11 139 | 2,33 | 9 157  | 1,91 | 10 798 | 2,26 | 5 291 | 1,11 | 3 309 | 0,69 | 1 573 | 0,33 | 2 749 | 0,57 | 4 252  | 0,89   | 55,94 |
| Gers                            | 17 885  | 22,65 | 16 372     | 20,73      | 9 469        | 11,99        | 6 233  | 7,89  | 5 201   | 6,59    | 7 531    | 9,54     | 3 110    | 3,94     | 3 120  | 3,95 | 1 884  | 2,39 | 2 171  | 2,75 | 1 560  | 1,98 | 1 345  | 1,70 | 1 051 | 1,33 | 651   | 0,82 | 297   | 0,38 | 506   | 0,64 | 581    | 0,74   | 58,43 |
| Gironde                         | 120 031 | 21,18 | 132 369    | 23,36      | 86 684       | 15,30        | 38 588 | 6,81  | 38 921  | 6,87    | 44 135   | 7,79     | 15 589   | 2,75     | 20 587 | 3,63 | 11 760 | 2,08 | 12 616 | 2,23 | 11 483 | 2,03 | 11 747 | 2,07 | 6 428 | 1,13 | 4 082 | 0,72 | 4 018 | 0,71 | 3 723 | 0,66 | 3 883  | 0,69   | 53,87 |
| Hérault                         | 116 950 | 28,58 | 80 687     | 19,72      | 58 140       | 14,21        | 27 037 | 6,61  | 30 543  | 7,46    | 26 566   | 6,49     | 11 852   | 2,90     | 11 990 | 2,93 | 6 291  | 1,54 | 11 063 | 2,70 | 7 020  | 1,72 | 5 267  | 1,29 | 5 376 | 1,31 | 2 295 | 0,56 | 3 025 | 0,74 | 2 736 | 0,67 | 2 411  | 0,59   | 52,66 |
| Ille-et-Vilaine                 | 55 919  | 14,74 | 102 334    | 26,97      | 68 529       | 18,06        | 28 394 | 7,48  | 19 239  | 5,07    | 30 709   | 8,09     | 11 136   | 2,93     | 18 510 | 4,88 | 11 583 | 3,05 | 6 916  | 1,82 | 5 720  | 1,51 | 7 848  | 2,07 | 3 368 | 0,89 | 3 536 | 0,93 | 1 166 | 0,31 | 1 452 | 0,38 | 3 116  | 0,82   | 54,30 |
| Indre                           | 23 654  | 28,42 | 16 009     | 19,23      | 8 197        | 9,85         | 7 519  | 9,03  | 5 688   | 6,83    | 4 922    | 5,91     | 3 471    | 4,17     | 2 859  | 3,43 | 2 247  | 2,70 | 2 494  | 3,00 | 1 785  | 2,14 | 989    | 1,19 | 785   | 0,94 | 853   | 1,02 | 707   | 0,85 | 590   | 0,71 | 464    | 0,56   | 54,01 |
| Indre-et-Loire                  | 44 652  | 20,79 | 50 150     | 23,34      | 30 357       | 14,13        | 19 267 | 8,97  | 12 511  | 5,82    | 14 324   | 6,67     | 8 174    | 3,80     | 7 357  | 3,42 | 6 233  | 2,90 | 4 441  | 2,07 | 4 367  | 2,03 | 4 455  | 2,07 | 2 305 | 1,07 | 1 844 | 0,86 | 1 440 | 0,67 | 1 128 | 0,53 | 1 822  | 0,85   | 52,63 |
| Isère                           | 92 631  | 21,90 | 94 393     | 22,31      | 68 413       | 16,17        | 33 599 | 7,94  | 25 782  | 6,09    | 28 048   | 6,63     | 14 694   | 3,47     | 14 386 | 3,40 | 8 744  | 2,07 | 9 904  | 2,34 | 7 911  | 1,87 | 8 306  | 1,96 | 4 677 | 1,11 | 2 836 | 0,67 | 2 647 | 0,63 | 2 009 | 0,47 | 4 056  | 0,96   | 51,27 |
| Jura                            | 23 784  | 24,55 | 19 662     | 20,29      | 12 604       | 13,01        | 8 955  | 9,24  | 7 084   | 7,31    | 5 025    | 5,19     | 4 217    | 4,35     | 2 776  | 2,86 | 2 480  | 2,56 | 1 986  | 2,05 | 2 043  | 2,11 | 2 082  | 2,15 | 1 125 | 1,16 | 892   | 0,92 | 899   | 0,93 | 648   | 0,67 | 633    | 0,65   | 54,89 |
| Landes                          | 34 812  | 21,29 | 37 517     | 22,95      | 17 655       | 10,80        | 11 368 | 6,95  | 11 254  | 6,88    | 17 126   | 10,47    | 5 364    | 3,28     | 6 911  | 4,23 | 3 441  | 2,10 | 4 798  | 2,93 | 3 106  | 1,90 | 2 966  | 1,81 | 1 898 | 1,16 | 1 313 | 0,80 | 1 433 | 0,88 | 1 314 | 0,80 | 1 226  | 0,75   | 55,76 |
| Loir-et-Cher                    | 33 918  | 27,15 | 25 583     | 20,48      | 13 948       | 11,16        | 11 359 | 9,09  | 6 617   | 5,30    | 7 027    | 5,62     | 6 664    | 5,33     | 3 630  | 2,91 | 4 262  | 3,41 | 2 660  | 2,13 | 2 783  | 2,23 | 1 606  | 1,29 | 1 134 | 0,91 | 1 057 | 0,85 | 999   | 0,80 | 829   | 0,66 | 853    | 0,68   | 55,16 |
| Loire                           | 59 952  | 24,60 | 52 433     | 21,51      | 30 722       | 12,61        | 25 699 | 10,54 | 14 325  | 5,88    | 12 872   | 5,28     | 9 376    | 3,85     | 7 954  | 3,26 | 5 705  | 2,34 | 6 541  | 2,68 | 4 325  | 1,77 | 4 393  | 1,80 | 2 481 | 1,02 | 1 826 | 0,75 | 1 773 | 0,73 | 1 328 | 0,54 | 2 021  | 0,83   | 50,33 |
| Haute-Loire                     | 20 515  | 22,48 | 15 479     | 16,96      | 10 194       | 11,17        | 17 855 | 19,56 | 5 469   | 5,99    | 4 549    | 4,98     | 3 034    | 3,32     | 2 891  | 3,17 | 2 172  | 2,38 | 1 952  | 2,14 | 1 723  | 1,89 | 1 509  | 1,65 | 812   | 0,89 | 792   | 0,87 | 800   | 0,88 | 961   | 1,05 | 561    | 0,61   | 54,89 |
| Loire-Atlantique                | 74 118  | 14,75 | 128 788    | 25,63      | 95 070       | 18,92        | 38 481 | 7,66  | 29 615  | 5,89    | 40 974   | 8,15     | 14 519   | 2,89     | 20 502 | 4,08 | 14 029 | 2,79 | 9 865  | 1,96 | 8 092  | 1,61 | 10 747 | 2,14 | 4 765 | 0,95 | 4 537 | 0,90 | 1 556 | 0,31 | 2 197 | 0,44 | 4 681  | 0,93   | 52,20 |
| Loiret                          | 56 495  | 25,26 | 50 621     | 22,63      | 25 606       | 11,45        | 20 739 | 9,27  | 10 830  | 4,84    | 12 467   | 5,57     | 9 937    | 4,44     | 6 129  | 2,74 | 7 063  | 3,16 | 4 991  | 2,23 | 5 789  | 2,59 | 4 115  | 1,84 | 2 507 | 1,12 | 1 607 | 0,72 | 1 400 | 0,63 | 1 413 | 0,63 | 1 942  | 0,87   | 51,99 |
| Lot                             | 14 692  | 19,43 | 16 747     | 22,15      | 10 234       | 13,54        | 5 656  | 7,48  | 6 481   | 8,57    | 6 831    | 9,04     | 2 476    | 3,28     | 2 992  | 3,96 | 1 610  | 2,13 | 2 485  | 3,29 | 1 465  | 1,94 | 1 311  | 1,73 | 837   | 1,11 | 616   | 0,81 | 242   | 0,32 | 428   | 0,57 | 493    | 0,65   | 59,21 |
| Lot-et-Garonne                  | 36 323  | 29,45 | 23 707     | 19,22      | 12 722       | 10,31        | 9 108  | 7,38  | 8 271   | 6,71    | 7 542    | 6,11     | 5 490    | 4,45     | 3 751  | 3,04 | 2 942  | 2,39 | 3 162  | 2,56 | 2 567  | 2,08 | 2 054  | 1,67 | 1 546 | 1,25 | 898   | 0,73 | 1 043 | 0,85 | 966   | 0,78 | 1 262  | 1,02   | 54,97 |
| Lozère                          | 6 918   | 22,03 | 5 973      | 19,02      | 3 809        | 12,13        | 4 174  | 13,29 | 2 137   | 6,81    | 2 270    | 7,23     | 1 108    | 3,53     | 998    | 3,18 | 862    | 2,75 | 947    | 3,02 | 498    | 1,59 | 542    | 1,73 | 289   | 0,92 | 231   | 0,74 | 239   | 0,76 | 183   | 0,58 | 218    | 0,69   | 56,65 |
| Maine-et-Loire                  | 51 213  | 18,32 | 75 076     | 26,85      | 43 236       | 15,46        | 24 927 | 8,92  | 13 151  | 4,70    | 18 260   | 6,53     | 10 543   | 3,77     | 9 725  | 3,48 | 9 452  | 3,38 | 4 520  | 1,62 | 4 569  | 1,63 | 5 238  | 1,87 | 2 681 | 0,96 | 2 840 | 1,02 | 918   | 0,33 | 1 264 | 0,45 | 1 967  | 0,70   | 52,15 |
| Manche                          | 43 304  | 23,30 | 43 876     | 23,61      | 21 629       | 11,64        | 16 281 | 8,76  | 10 052  | 5,41    | 12 760   | 6,87     | 7 988    | 4,30     | 7 199  | 3,87 | 4 962  | 2,67 | 3 624  | 1,95 | 3 739  | 2,01 | 2 742  | 1,48 | 1 799 | 0,97 | 1 780 | 0,96 | 1 566 | 0,84 | 1 217 | 0,65 | 1 344  | 0,72   | 52,53 |
| Marne                           | 55 454  | 30,24 | 39 185     | 21,37      | 18 026       | 9,83         | 18 065 | 9,85  | 8 853   | 4,83    | 8 016    | 4,37     | 7 730    | 4,22     | 4 409  | 2,40 | 6 082  | 3,32 | 3 065  | 1,67 | 4 645  | 2,53 | 2 838  | 1,55 | 1 918 | 1,05 | 1 446 | 0,79 | 1 515 | 0,83 | 891   | 0,49 | 1 233  | 0,67   | 51,14 |
| Haute-Marne                     | 23 908  | 36,12 | 11 184     | 16,90      | 5 163        | 7,80         | 6 104  | 9,22  | 3 519   | 5,32    | 2 813    | 4,25     | 3 041    | 4,59     | 1 408  | 2,13 | 1 501  | 2,27 | 1 062  | 1,60 | 2 626  | 3,97 | 824    | 1,25 | 713   | 1,08 | 576   | 0,87 | 962   | 1,45 | 440   | 0,66 | 340    | 0,51   | 54,10 |
| Mayenne                         | 20 538  | 19,60 | 27 116     | 25,88      | 13 747       | 13,12        | 9 773  | 9,33  | 4 671   | 4,46    | 7 068    | 6,75     | 4 459    | 4,26     | 3 279  | 3,13 | 5 637  | 5,38 | 1 503  | 1,43 | 1 476  | 1,41 | 1 899  | 1,81 | 894   | 0,85 | 1 014 | 0,97 | 419   | 0,40 | 521   | 0,50 | 769    | 0,73   | 51,61 |
| Meurthe-et-Moselle              | 62 694  | 26,42 | 47 701     | 20,10      | 29 311       | 12,35        | 17 501 | 7,38  | 15 624  | 6,58    | 15 130   | 6,38     | 9 164    | 3,86     | 7 856  | 3,31 | 5 609  | 2,36 | 6 162  | 2,60 | 6 374  | 2,69 | 4 160  | 1,75 | 2 849 | 1,20 | 2 052 | 0,86 | 2 266 | 0,96 | 1 220 | 0,51 | 1 595  | 0,67   | 50,45 |
| Meuse                           | 23 652  | 34,09 | 12 950     | 18,67      | 6 359        | 9,17         | 5 416  | 7,81  | 3 734   | 5,38    | 3 338    | 4,81     | 3 399    | 4,90     | 1 659  | 2,39 | 1 740  | 2,51 | 1 050  | 1,51 | 1 909  | 2,75 | 976    | 1,41 | 739   | 1,07 | 646   | 0,93 | 869   | 1,25 | 484   | 0,70 | 461    | 0,66   | 54,16 |
| Morbihan                        | 61 286  | 20,13 | 78 195     | 25,69      | 45 909       | 15,08        | 24 624 | 8,09  | 15 077  | 4,95    | 19 845   | 6,52     | 10 388   | 3,41     | 12 298 | 4,04 | 8 113  | 2,66 | 6 070  | 1,99 | 5 334  | 1,75 | 5 749  | 1,89 | 3 029 | 0,99 | 2 810 | 0,92 | 988   | 0,32 | 1 499 | 0,49 | 3 221  | 1,06   | 54,95 |
| Moselle                         | 98 519  | 29,12 | 66 895     | 19,77      | 38 286       | 11,32        | 24 328 | 7,19  | 18 443  | 5,45    | 18 046   | 5,33     | 17 139   | 5,07     | 9 355  | 2,77 | 8 425  | 2,49 | 5 865  | 1,73 | 9 739  | 2,88 | 5 722  | 1,69 | 4 531 | 1,34 | 3 469 | 1,03 | 4 062 | 1,20 | 2 233 | 0,66 | 3 245  | 0,96   | 47,14 |
| Nièvre                          | 22 138  | 28,04 | 15 354     | 19,45      | 7 036        | 8,91         | 5 588  | 7,08  | 5 506   | 6,97    | 5 071    | 6,42     | 3 287    | 4,16     | 2 921  | 3,70 | 1 790  | 2,27 | 2 933  | 3,71 | 2 227  | 2,82 | 971    | 1,23 | 874   | 1,11 | 737   | 0,93 | 727   | 0,92 | 426   | 0,54 | 1 373  | 1,74   | 53,63 |
| Nord                            | 252 192 | 29,56 | 163 048    | 19,11      | 102 918      | 12,06        | 53 391 | 6,26  | 62 905  | 7,37    | 43 326   | 5,08     | 28 528   | 3,34     | 22 903 | 2,68 | 22 431 | 2,63 | 26 045 | 3,05 | 23 835 | 2,79 | 14 143 | 1,66 | 8 934 | 1,05 | 7 384 | 0,87 | 7 826 | 0,92 | 4 942 | 0,58 | 8 501  | 1,00   | 49,58 |
| Oise                            | 90 358  | 32,93 | 50 214     | 18,30      | 27 247       | 9,93         | 21 980 | 8,01  | 15 636  | 5,70    | 11 078   | 4,04     | 11 397   | 4,15     | 7 266  | 2,65 | 7 196  | 2,62 | 6 408  | 2,34 | 8 510  | 3,10 | 4 603  | 1,68 | 3 458 | 1,26 | 2 540 | 0,93 | 2 389 | 0,87 | 1 913 | 0,70 | 2 224  | 0,81   | 51,43 |
| Orne                            | 28 395  | 26,83 | 22 428     | 21,19      | 11 036       | 10,43        | 11 121 | 10,51 | 5 362   | 5,07    | 5 459    | 5,16     | 5 353    | 5,06     | 3 185  | 3,01 | 3 883  | 3,67 | 1 563  | 1,48 | 2 127  | 2,01 | 1 483  | 1,40 | 1 012 | 0,96 | 1 020 | 0,96 | 1 080 | 1,02 | 664   | 0,63 | 649    | 0,61   | 54,75 |
| Pas-de-Calais                   | 205 324 | 38,07 | 86 541     | 16,05      | 51 000       | 9,46         | 32 096 | 5,95  | 37 347  | 6,92    | 25 738   | 4,77     | 19 857   | 3,68     | 14 372 | 2,66 | 11 390 | 2,11 | 16 361 | 3,03 | 11 865 | 2,20 | 3 614  | 0,67 | 4 817 | 0,89 | 6 261 | 1,16 | 5 534 | 1,03 | 4 078 | 0,76 | 3 131  | 0,58   | 53,11 |
| Puy-de-Dôme                     | 45 391  | 19,22 | 50 032     | 21,18      | 29 635       | 12,55        | 21 897 | 9,27  | 16 221  | 6,87    | 18 224   | 7,72     | 6 059    | 2,57     | 9 352  | 3,96 | 10 355 | 4,38 | 10 430 | 4,42 | 5 412  | 2,29 | 3 903  | 1,65 | 2 217 | 0,94 | 2 112 | 0,89 | 1 568 | 0,66 | 1 448 | 0,61 | 1 918  | 0,81   | 54,49 |
| Pyrénées-Atlantiques            | 43 115  | 16,96 | 64 000     | 25,17      | 39 320       | 15,47        | 20 479 | 8,06  | 15 821  | 6,22    | 22 405   | 8,81     | 7 356    | 2,89     | 10 145 | 3,99 | 5 644  | 2,22 | 5 949  | 2,34 | 4 617  | 1,82 | 4 947  | 1,95 | 2 771 | 1,09 | 2 333 | 0,92 | 1 900 | 0,75 | 1 711 | 0,67 | 1 719  | 0,68   | 53,56 |
| Hautes-Pyrénées                 | 20 124  | 22,18 | 19 157     | 21,12      | 10 687       | 11,78        | 5 769  | 6,36  | 7 443   | 8,20    | 7 805    | 8,60     | 3 425    | 3,78     | 3 458  | 3,81 | 1 712  | 1,89 | 4 035  | 4,45 | 1 834  | 2,02 | 1 757  | 1,94 | 974   | 1,07 | 875   | 0,96 | 378   | 0,42 | 659   | 0,73 | 634    | 0,70   | 54,95 |
| Pyrénées-Orientales             | 58 645  | 33,14 | 30 002     | 16,95      | 18 940       | 10,70        | 12 474 | 7,05  | 12 356  | 6,98    | 9 958    | 5,63     | 5 500    | 3,11     | 5 114  | 2,89 | 2 721  | 1,54 | 5 691  | 3,22 | 4 415  | 2,49 | 3 519  | 1,99 | 2 220 | 1,25 | 1 247 | 0,70 | 1 734 | 0,98 | 1 192 | 0,67 | 1 230  | 0,70   | 52,93 |
| Bas-Rhin                        | 85 979  | 22,71 | 90 688     | 23,96      | 58 313       | 15,41        | 36 215 | 9,57  | 16 148  | 4,27    | 18 087   | 4,78     | 17 470   | 4,62     | 8 783  | 2,32 | 10 505 | 2,78 | 3 415  | 0,90 | 9 405  | 2,48 | 8 394  | 2,22 | 4 519 | 1,19 | 2 527 | 0,67 | 2 673 | 0,71 | 1 655 | 0,44 | 3 740  | 0,99   | 51,33 |
| Haut-Rhin                       | 64 195  | 25,84 | 53 623     | 21,58      | 34 700       | 13,97        | 21 094 | 8,49  | 10 324  | 4,16    | 11 473   | 4,62     | 13 456   | 5,42     | 4 718  | 1,90 | 7 398  | 2,98 | 2 454  | 0,99 | 7 092  | 2,85 | 6 224  | 2,51 | 3 591 | 1,45 | 1 738 | 0,70 | 2 088 | 0,84 | 1 379 | 0,56 | 2 908  | 1,17   | 49,58 |
| Rhône                           | 95 394  | 16,98 | 147 444    | 26,25      | 96 695       | 17,21        | 60 155 | 10,71 | 29 691  | 5,29    | 34 065   | 6,06     | 15 293   | 2,72     | 16 921 | 3,01 | 14 506 | 2,58 | 11 176 | 1,99 | 9 538  | 1,70 | 11 031 | 1,96 | 6 163 | 1,10 | 3 010 | 0,54 | 2 448 | 0,44 | 1 834 | 0,33 | 6 391  | 1,14   | 51,42 |
| Haute-Saône                     | 30 157  | 32,80 | 15 232     | 16,57      | 9 252        | 10,06        | 8 406  | 9,14  | 5 541   | 6,03    | 4 706    | 5,12     | 4 378    | 4,76     | 2 245  | 2,44 | 2 054  | 2,23 | 1 704  | 1,85 | 2 429  | 2,64 | 1 409  | 1,53 | 1 057 | 1,15 | 1 019 | 1,11 | 978   | 1,06 | 687   | 0,75 | 693    | 0,75   | 55,82 |
| Saône-et-Loire                  | 49 019  | 25,30 | 41 211     | 21,27      | 20 372       | 10,51        | 22 366 | 11,54 | 11 792  | 6,09    | 11 554   | 5,96     | 8 157    | 4,21     | 5 973  | 3,08 | 4 524  | 2,33 | 4 342  | 2,24 | 3 951  | 2,04 | 2 785  | 1,44 | 1 935 | 1,00 | 1 784 | 0,92 | 1 684 | 0,87 | 1 092 | 0,56 | 1 234  | 0,64   | 50,94 |
| Sarthe                          | 51 390  | 26,28 | 37 131     | 18,99      | 24 464       | 12,51        | 17 779 | 9,09  | 11 981  | 6,13    | 12 501   | 6,39     | 8 704    | 4,45     | 6 255  | 3,20 | 5 812  | 2,97 | 4 434  | 2,27 | 3 780  | 1,93 | 3 378  | 1,73 | 1 675 | 0,86 | 2 074 | 1,06 | 917   | 0,47 | 1 153 | 0,59 | 2 148  | 1,10   | 51,80 |
| Savoie                          | 32 473  | 21,14 | 34 277     | 22,31      | 25 107       | 16,34        | 15 223 | 9,91  | 8 405   | 5,47    | 9 053    | 5,89     | 5 830    | 3,80     | 4 123  | 2,68 | 3 779  | 2,46 | 3 606  | 2,35 | 2 787  | 1,81 | 3 053  | 1,99 | 2 022 | 1,32 | 943   | 0,61 | 1 042 | 0,68 | 662   | 0,43 | 1 224  | 0,80   | 51,81 |
| Haute-Savoie                    | 46 277  | 18,12 | 64 664     | 25,32      | 46 306       | 18,13        | 26 975 | 10,56 | 10 826  | 4,24    | 13 236   | 5,18     | 9 536    | 3,73     | 6 120  | 2,40 | 7 017  | 2,75 | 3 104  | 1,22 | 5 166  | 2,02 | 6 296  | 2,47 | 3 512 | 1,38 | 1 232 | 0,48 | 1 666 | 0,65 | 1 156 | 0,45 | 2 324  | 0,91   | 49,31 |
| Paris                           | 53 829  | 7,23  | 244 918    | 32,92      | 148 377      | 19,94        | 75 722 | 10,18 | 39 515  | 5,31    | 60 814   | 8,17     | 9 427    | 1,27     | 32 275 | 4,34 | 12 909 | 1,73 | 23 655 | 3,18 | 9 503  | 1,28 | 11 770 | 1,58 | 7 647 | 1,03 | 2 903 | 0,39 | 1 514 | 0,20 | 1 088 | 0,15 | 8 191  | 1,10   | 57,88 |
| Seine-Maritime                  | 122 058 | 27,61 | 87 194     | 19,72      | 48 275       | 10,92        | 30 042 | 6,80  | 32 492  | 7,35    | 26 536   | 6,00     | 15 966   | 3,61     | 13 775 | 3,12 | 10 800 | 2,44 | 16 981 | 3,84 | 11 284 | 2,55 | 6 891  | 1,56 | 4 386 | 0,99 | 4 167 | 0,94 | 4 079 | 0,92 | 2 792 | 0,63 | 4 331  | 0,98   | 53,30 |
| Seine-et-Marne                  | 98 286  | 24,40 | 82 572     | 20,50      | 50 232       | 12,47        | 31 713 | 7,87  | 26 124  | 6,49    | 22 401   | 5,56     | 18 216   | 4,52     | 12 579 | 3,12 | 11 793 | 2,93 | 8 635  | 2,14 | 13 126 | 3,26 | 8 871  | 2,20 | 6 115 | 1,52 | 2 619 | 0,65 | 2 822 | 0,70 | 2 275 | 0,56 | 4 446  | 1,10   | 47,54 |
| Yvelines                        | 71 757  | 14,36 | 149 669    | 29,96      | 73 511       | 14,71        | 62 209 | 12,45 | 20 506  | 4,10    | 27 278   | 5,46     | 14 107   | 2,82     | 17 895 | 3,58 | 15 755 | 3,15 | 8 049  | 1,61 | 11 645 | 2,33 | 9 968  | 2,00 | 6 044 | 1,21 | 2 361 | 0,47 | 1 239 | 0,25 | 1 618 | 0,32 | 6 009  | 1,20   | 53,92 |
| Deux-Sèvres                     | 27 355  | 20,64 | 31 365     | 23,66      | 18 677       | 14,09        | 9 973  | 7,52  | 8 168   | 6,16    | 9 334    | 7,04     | 4 687    | 3,54     | 4 811  | 3,63 | 3 821  | 2,88 | 2 261  | 1,71 | 2 377  | 1,79 | 4 617  | 3,48 | 1 156 | 0,87 | 1 590 | 1,20 | 519   | 0,39 | 831   | 0,63 | 1 001  | 0,76   | 52,22 |
| Somme                           | 69 408  | 33,37 | 40 958     | 19,69      | 16 771       | 8,06         | 13 682 | 6,58  | 17 709  | 8,51    | 8 444    | 4,06     | 9 390    | 4,51     | 5 499  | 2,64 | 5 510  | 2,65 | 4 646  | 2,23 | 5 476  | 2,63 | 2 362  | 1,14 | 1 770 | 0,85 | 1 917 | 0,92 | 1 741 | 0,84 | 1 099 | 0,53 | 1 601  | 0,77   | 54,76 |
| Tarn                            | 40 141  | 25,65 | 30 817     | 19,69      | 18 894       | 12,07        | 12 181 | 7,78  | 11 113  | 7,10    | 11 651   | 7,44     | 6 228    | 3,98     | 5 597  | 3,58 | 3 378  | 2,16 | 3 720  | 2,38 | 3 278  | 2,09 | 2 885  | 1,84 | 1 742 | 1,11 | 1 308 | 0,84 | 1 387 | 0,89 | 1 043 | 0,67 | 1 160  | 0,74   | 57,27 |
| Tarn-et-Garonne                 | 28 461  | 29,74 | 17 570     | 18,36      | 10 652       | 11,13        | 7 029  | 7,34  | 6 182   | 6,46    | 6 815    | 7,12     | 4 310    | 4,50     | 2 852  | 2,98 | 1 948  | 2,04 | 2 262  | 2,36 | 1 836  | 1,92 | 1 601  | 1,67 | 1 149 | 1,20 | 653   | 0,68 | 810   | 0,85 | 651   | 0,68 | 925    | 0,97   | 55,57 |
| Var                             | 129 700 | 33,54 | 80 803     | 20,89      | 32 766       | 8,47         | 37 159 | 9,61  | 19 124  | 4,94    | 16 748   | 4,33     | 15 239   | 3,94     | 6 782  | 1,75 | 8 089  | 2,09 | 7 608  | 1,97 | 10 875 | 2,81 | 8 066  | 2,09 | 5 157 | 1,33 | 1 499 | 0,39 | 2 945 | 0,76 | 2 019 | 0,52 | 2 156  | 0,56   | 50,56 |
| Vaucluse                        | 64 147  | 32,50 | 37 989     | 19,25      | 24 386       | 12,36        | 14 286 | 7,24  | 11 513  | 5,83    | 9 018    | 4,57     | 7 201    | 3,65     | 4 900  | 2,48 | 3 325  | 1,68 | 4 575  | 2,32 | 4 270  | 2,16 | 3 560  | 1,80 | 2 293 | 1,16 | 966   | 0,49 | 1 624 | 0,82 | 1 577 | 0,80 | 1 747  | 0,89   | 51,29 |
| Vendée                          | 55 289  | 21,30 | 69 568     | 26,81      | 32 510       | 12,53        | 26 178 | 10,09 | 11 955  | 4,61    | 14 505   | 5,59     | 11 407   | 4,40     | 6 909  | 2,66 | 8 364  | 3,22 | 3 788  | 1,46 | 4 522  | 1,74 | 4 721  | 1,82 | 2 321 | 0,89 | 2 175 | 0,84 | 1 060 | 0,41 | 1 913 | 0,74 | 2 347  | 0,90   | 53,43 |
| Vienne                          | 34 369  | 22,58 | 33 164     | 21,79      | 21 681       | 14,24        | 11 187 | 7,35  | 10 013  | 6,58    | 11 118   | 7,30     | 5 519    | 3,63     | 5 387  | 3,54 | 3 740  | 2,46 | 3 723  | 2,45 | 3 059  | 2,01 | 3 074  | 2,02 | 1 603 | 1,05 | 1 840 | 1,21 | 543   | 0,36 | 988   | 0,65 | 1 219  | 0,80   | 53,47 |
| Haute-Vienne                    | 29 379  | 21,37 | 28 546     | 20,76      | 15 819       | 11,51        | 11 308 | 8,23  | 11 184  | 8,14    | 12 081   | 8,79     | 3 993    | 2,90     | 6 124  | 4,45 | 2 931  | 2,13 | 5 258  | 3,82 | 3 271  | 2,38 | 2 353  | 1,71 | 1 219 | 0,89 | 1 366 | 0,99 | 849   | 0,62 | 854   | 0,62 | 940    | 0,68   | 56,48 |
| Vosges                          | 42 672  | 30,30 | 26 253     | 18,64      | 15 191       | 10,79        | 12 314 | 8,74  | 7 601   | 5,40    | 6 883    | 4,89     | 7 786    | 5,53     | 3 826  | 2,72 | 3 274  | 2,32 | 2 395  | 1,70 | 3 759  | 2,67 | 2 335  | 1,66 | 1 719 | 1,22 | 1 370 | 0,97 | 1 551 | 1,10 | 951   | 0,68 | 945    | 0,67   | 53,65 |
| Yonne                           | 38 355  | 31,85 | 22 028     | 18,29      | 11 841       | 9,83         | 10 443 | 8,67  | 7 221   | 6,00    | 5 450    | 4,53     | 6 082    | 5,05     | 3 057  | 2,54 | 3 389  | 2,81 | 2 500  | 2,08 | 3 208  | 2,66 | 1 806  | 1,50 | 1 511 | 1,25 | 933   | 0,77 | 1 119 | 0,93 | 734   | 0,61 | 740    | 0,61   | 53,34 |
| Territoire de Belfort           | 12 450  | 27,11 | 8 764      | 19,08      | 5 610        | 12,22        | 4 231  | 9,21  | 3 028   | 6,59    | 2 278    | 4,96     | 1 724    | 3,75     | 1 260  | 2,74 | 1 379  | 3,00 | 890    | 1,94 | 1 312  | 2,86 | 865    | 1,88 | 668   | 1,45 | 473   | 1,03 | 436   | 0,95 | 267   | 0,58 | 291    | 0,63   | 52,00 |
| Essonne                         | 67 515  | 17,58 | 90 937     | 23,67      | 58 467       | 15,22        | 27 980 | 7,28  | 24 839  | 6,47    | 24 591   | 6,40     | 21 016   | 5,47     | 14 110 | 3,67 | 9 690  | 2,52 | 10 173 | 2,65 | 10 282 | 2,68 | 8 641  | 2,25 | 5 673 | 1,48 | 2 210 | 0,58 | 1 171 | 0,30 | 1 617 | 0,42 | 5 229  | 1,36   | 49,91 |
| Hauts-de-Seine                  | 49 793  | 9,45  | 176 869    | 33,57      | 82 636       | 15,68        | 62 403 | 11,84 | 25 197  | 4,78    | 31 505   | 5,98     | 9 355    | 1,78     | 17 749 | 3,37 | 15 347 | 2,91 | 12 952 | 2,46 | 10 595 | 2,01 | 11 487 | 2,18 | 6 376 | 1,21 | 2 123 | 0,40 | 1 222 | 0,23 | 1 249 | 0,24 | 10 016 | 1,90   | 55,18 |
| Seine-Saint-Denis               | 47 347  | 16,27 | 51 605     | 17,74      | 42 828       | 14,72        | 14 608 | 5,02  | 32 119  | 11,04   | 20 361   | 7,00     | 7 468    | 2,57     | 15 714 | 5,40 | 11 952 | 4,11 | 16 948 | 5,83 | 6 672  | 2,29 | 5 665  | 1,95 | 5 610 | 1,93 | 2 932 | 1,01 | 1 261 | 0,43 | 1 376 | 0,47 | 6 458  | 2,22   | 39,41 |
| Val-de-Marne                    | 49 799  | 13,31 | 95 777     | 25,60      | 62 783       | 16,78        | 29 279 | 7,82  | 26 854  | 7,18    | 25 813   | 6,90     | 11 108   | 2,97     | 14 839 | 3,97 | 10 421 | 2,78 | 17 134 | 4,58 | 8 708  | 2,33 | 6 631  | 1,77 | 5 470 | 1,46 | 2 209 | 0,59 | 1 026 | 0,27 | 1 331 | 0,36 | 5 003  | 1,34   | 49,00 |
| Val-d'Oise                      | 61 263  | 19,53 | 71 713     | 22,86      | 43 134       | 13,75        | 24 324 | 7,75  | 23 424  | 7,47    | 18 877   | 6,02     | 10 650   | 3,40     | 12 769 | 4,07 | 9 141  | 2,91 | 7 329  | 2,34 | 8 822  | 2,81 | 7 298  | 2,33 | 5 034 | 1,60 | 2 231 | 0,71 | 1 961 | 0,63 | 1 638 | 0,52 | 4 079  | 1,30   | 44,97 |
| Guadeloupe                      | 9 072   | 23,71 | 6 913      | 18,07      | 4 081        | 10,67        | 2 169  | 5,67  | 4 957   | 12,96   | 3 445    | 9,01     | 978      | 2,56     | 1 566  | 4,09 | 713    | 1,86 | 488    | 1,28 | 36     | 0,09 | 844    | 2,21 | 841   | 2,20 | 1 714 | 4,48 | 315   | 0,82 | 6     | 0,02 | 118    | 0,31   | 14,37 |
| Martinique                      | 6 418   | 16,31 | 7 179      | 18,24      | 4 315        | 10,96        | 2 880  | 7,32  | 5 099   | 12,95   | 3 350    | 8,51     | 891      | 2,26     | 1 982  | 5,04 | 1 256  | 3,19 | 976    | 2,48 | 25     | 0,06 | 1 090  | 2,77 | 895   | 2,27 | 2 635 | 6,69 | 2     | 0,01 | 53    | 0,13 | 316    | 0,80   | 15,22 |
| Guyane                          | 3 165   | 27,47 | 1 917      | 16,64      | 2 146        | 18,63        | 387    | 3,36  | 1 562   | 13,56   | 665      | 5,77     | 214      | 1,86     | 297    | 2,58 | 197    | 1,71 | 203    | 1,76 | 28     | 0,24 | 9      | 0,08 | 342   | 2,97 | 211   | 1,83 | 127   | 1,10 | 6     | 0,05 | 46     | 0,40   | 13,41 |
| La Réunion                      | 56 143  | 31,24 | 18 869     | 10,50      | 15 412       | 8,58         | 10 745 | 5,98  | 34 192  | 19,03   | 10 086   | 5,61     | 4 357    | 2,42     | 6 630  | 3,69 | 3 421  | 1,90 | 4 360  | 2,43 | 2 573  | 1,43 | 3 359  | 1,87 | 5 002 | 2,78 | 2 101 | 1,17 | 1 977 | 1,10 | 91    | 0,05 | 400    | 0,22   | 30,66 |
| Mayotte                         | 9 717   | 46,12 | 1 868      | 8,87       | 918          | 4,36         | 3 582  | 17,00 | 1 932   | 9,17    | 499      | 2,37     | 578      | 2,74     | 445    | 2,11 | 314    | 1,49 | 200    | 0,95 | 16     | 0,08 | 6      | 0,03 | 491   | 2,33 | 130   | 0,62 | 289   | 1,37 | 20    | 0,09 | 66     | 0,31   | 28,64 |
| Nouvelle-Calédonie              | 10 641  | 27,30 | 6 865      | 17,62      | 4 894        | 12,56        | 5 405  | 13,87 | 1 719   | 4,41    | 1 106    | 2,84     | 1 202    | 3,08     | 785    | 2,01 | 1 026  | 2,63 | 381    | 0,98 | 83     | 0,21 | 2 645  | 6,79 | 1 082 | 2,78 | 394   | 1,01 | 502   | 1,29 | 18    | 0,05 | 223    | 0,57   | 19,22 |
| Polynésie française             | 6 173   | 16,99 | 15 757     | 43,37      | 4 025        | 11,08        | 3 447  | 9,49  | 1 498   | 4,12    | 870      | 2,39     | 947      | 2,61     | 306    | 0,84 | 588    | 1,62 | 535    | 1,47 | 89     | 0,24 | 13     | 0,04 | 650   | 1,79 | 560   | 1,54 | 793   | 2,18 | 11    | 0,03 | 71     | 0,20   | 22,17 |
| Saint-Pierre-et-Miquelon        | 313     | 24,02 | 238        | 18,27      | 189          | 14,50        | 91     | 6,98  | 155     | 11,90   | 143      | 10,97    | 0        | 0,00     | 70     | 5,37 | 25     | 1,92 | 20     | 1,53 | 7      | 0,54 | 2      | 0,15 | 20    | 1,53 | 17    | 1,30 | 0     | 0,00 | 0     | 0,00 | 13     | 1,00   | 28,80 |
| Wallis-et-Futuna                | 397     | 13,33 | 1 106      | 37,13      | 9            | 0,30         | 572    | 19,20 | 229     | 7,69    | 147      | 4,93     | 0        | 0,00     | 111    | 3,73 | 163    | 5,47 | 59     | 1,98 | 0      | 0,00 | 0      | 0,00 | 122   | 4,10 | 62    | 2,08 | 0     | 0,00 | 0     | 0,00 | 2      | 0,07   | 34,63 |
| Saint-Martin/Saint-Barthélemy   | 889     | 28,38 | 631        | 20,15      | 409          | 13,06        | 370    | 11,81 | 192     | 6,13    | 157      | 5,01     | 97       | 3,10     | 81     | 2,59 | 85     | 2,71 | 27     | 0,86 | 17     | 0,54 | 17     | 0,54 | 117   | 3,74 | 26    | 0,83 | 0     | 0,00 | 3     | 0,10 | 14     | 0,45   | 14,64 |
| Français établis hors de France | 15 916  | 7,10  | 82 598     | 36,84      | 46 012       | 20,52        | 18 684 | 8,33  | 11 583  | 5,17    | 15 375   | 6,86     | 3 527    | 1,57     | 7 850  | 3,50 | 7 549  | 3,37 | 2 535  | 1,13 | 1 807  | 0,81 | 4 190  | 1,87 | 4 128 | 1,84 | 609   | 0,27 | 420   | 0,19 | 315   | 0,14 | 1 081  | 0,48   | 18,36 |

### Par commune

Liste arrivée en tête dans chaque commune
Prenez le pouvoir - Jordan Bardella
Renaissance - Nathalie Loiseau
Europe Écologie - Yannick Jadot
Union de la droite et du centre – François-Xavier Bellamy
La France insoumise - Manon Aubry
Envie d'Europe - Raphaël Glucksmann
Debout la France - Nicolas Dupont-Aignan
Liste citoyenne - Benoît Hamon
Pour l'Europe des gens - Ian Brossat
Parti animaliste - Hélène Thouy
Divers

Liste arrivée en tête à Paris :
LREM-MoDem
EELV

### Liste des élus

Répartition des 79 sièges par parti :
LFI : 5 sièges
GRS : 1 siège
PS : 3 sièges
PP : 2 sièges
ND : 1 siège
EÉLV : 9 sièges
AEI : 2 sièges
PNC : 1 siège
LREM : 11 sièges
MoDem : 5 sièges
MRSL : 1 siège
AC : 1 siège
Agir : 1 siège
PD-RI : 1 siège
LR : 7 sièges
LC : 1 siège
RN : 21 sièges
SE : 6 sièges

Répartition des 79 sièges par liste.

Le nombre de députés élus diffère en fonction de la présence ou non du Royaume-Uni dans l'Union européenne. En effet, 79 députés sont élus, mais parmi ceux-ci, cinq ne commencent à siéger que le 1er février 2020, après le Brexit ; ils sont représentés par un astérisque dans les listes ci-dessous.
Pour le Rassemblement national :
1. Jordan Bardella
2. Hélène Laporte
3. Thierry Mariani (SE)
4. Dominique Bilde
5. Hervé Juvin
6. Joëlle Mélin
7. Nicolas Bay
8. Virginie Joron
9. Jean-Paul Garraud (SE)
10. Catherine Griset
11. Gilles Lebreton
12. Maxette Pirbakas
13. Jean-François Jalkh
14. Aurélia Beigneux
15. Gilbert Collard
16. Julie Lechanteux
17. Philippe Olivier
18. Annika Bruna
19. Jérôme Rivière
20. France Jamet
21. André Rougé
22. Mathilde Androuët
23. Jean-Lin Lacapelle*

Pour La République en marche :
1. Nathalie Loiseau
2. Pascal Canfin
3. Marie-Pierre Vedrenne (MoDem)
4. Jérémy Decerle
5. Catherine Chabaud (MoDem)
6. Stéphane Séjourné
7. Fabienne Keller (Agir)
8. Bernard Guetta
9. Irène Tolleret
10. Stéphane Bijoux
11. Sylvie Brunet (MoDem)
12. Gilles Boyer (SE)
13. Stéphanie Yon-Courtin (SE)
14. Pierre Karleskind
15. Laurence Farreng (MoDem)
16. Dominique Riquet (MR)
17. Véronique Trillet-Lenoir
18. Pascal Durand (SE)
19. Valérie Hayer (AC-LREM)
20. Christophe Grudler (MoDem)
21. Chrysoula Zacharopoulou
22. Sandro Gozi* (PD-RI)
23. Ilana Cicurel*

Pour Europe Écologie Les Verts :
1. Yannick Jadot
2. Michèle Rivasi
3. Damien Carême
4. Marie Toussaint
5. David Cormand
6. Karima Delli
7. Mounir Satouri
8. Caroline Roose (AEI)
9. François Alfonsi (PNC)
10. Salima Yenbou (AEI)
11. Benoît Biteau
12. Gwendoline Delbos-Corfield
13. Claude Gruffat* (SE)

Pour Les Républicains :
1. François-Xavier Bellamy
2. Agnès Evren
3. Arnaud Danjean
4. Nadine Morano
5. Brice Hortefeux
6. Nathalie Colin-Oesterlé (LC)
7. Geoffroy Didier
8. Anne Sander

Pour La France insoumise :
1. Manon Aubry
2. Manuel Bompard
3. Leïla Chaibi
4. Younous Omarjee
5. Anne-Sophie Pelletier
6. Emmanuel Maurel (GRS)

Pour le Parti socialiste :
1. Raphaël Glucksmann (PP)
2. Sylvie Guillaume
3. Éric Andrieu
4. Aurore Lalucq (PP)
5. Pierre Larrouturou (ND)
6. Nora Mebarek*

Plusieurs nouveaux élus ont par ailleurs un mandat électoral précédent, dont ils doivent démissionner afin de pouvoir siéger en tant que député européen. S'ils ne le font pas, ils sont remplacés par le prochain candidat sur la liste de leur parti.

### Participation
| Taux de participation | En 2014 | En 2019 | +/-  |
| --------------------- | ------- | ------- | ---- |
| À 12 heures           | 15,70 % | 19,26 % | 3,56 |
| À 17 heures           | 35,07 % | 43,29 % | 8,22 |
| Final                 | 42,43 % | 50,12 % | 7,69 |

La participation atteint son plus haut niveau depuis les élections européennes de 1994. La France suit ainsi la tendance d'une hausse de la participation dans la plupart des pays de l'Union européenne à l'occasion de ces élections. Le tableau suivant fait état d’une étude IFOP sur le taux de participation en fonction du vote au premier tour de l’élection présidentielle de 2017 :
| Candidats        | Jean-Luc Mélenchon | Benoît Hamon | Emmanuel Macron | François Fillon | Nicolas Dupont-Aignan | Marine Le Pen |
| ---------------- | ------------------ | ------------ | --------------- | --------------- | --------------------- | ------------- |
| Votants          | 47 %               | 56 %         | 57 %            | 62 %            | 60 %                  | 60 %          |
| Abstentionnistes | 53 %               | 44 %         | 43 %            | 38 %            | 40 %                  | 40 %          |

### Analyse

#### Transfert de votes
Le tableau suivant fait état d’une étude IFOP sur le vote pour les différentes listes en fonction du choix des électeurs au premier tour de l’élection présidentielle de 2017.
| Listes       | Jean-Luc Mélenchon | Benoît Hamon        | Emmanuel Macron | François Fillon | Nicolas Dupont-Aignan | Marine Le Pen |
| Listes       | Mélenchon (LFI)    | Hamon (PS puis G·s) | Macron (EM)     | Fillon (LR)     | Dupont-Aignan (DLF)   | Le Pen (FN)   |
| ------------ | ------------------ | ------------------- | --------------- | --------------- | --------------------- | ------------- |
| Listes       |                    |                     |                 |                 |                       |               |
| RN           | 7 %                | 5 %                 | 3 %             | 15 %            | 26 %                  | 85 %          |
| LREM-MoDem   | 5 %                | 8 %                 | 60 %            | 27 %            | 4 %                   | 1 %           |
| EELV-AEI-RPS | 17 %               | 26 %                | 20 %            | 2 %             | 3 %                   | 2 %           |
| LR-LC        | -                  | -                   | 2 %             | 38 %            | 7 %                   | 2 %           |
| LFI-GRS      | 37 %               | 3 %                 | 1 %             | -               | 1 %                   | -             |
| PS-PP-ND     | 7 %                | 29 %                | 7 %             | -               | 4 %                   | 1 %           |
| DLF-CNIP     | 2 %                | 2 %                 | -               | 4 %             | 37 %                  | 2 %           |
| G·s          | 2 %                | 21 %                | 1 %             | -               | 1 %                   | -             |
| UDI          | -                  | -                   | 2 %             | 8 %             | 2 %                   | -             |
| PCF          | 13 %               | 3 %                 | -               | -               | 1 %                   | -             |
| Autres       | 10 %               | 3 %                 | 4 %             | 6 %             | 14 %                  | 7 %           |

#### Sociologie
Selon l'IFOP, le Rassemblement national arrive en tête chez les tranches d'âge de 25 à 64 ans et chez différentes professions (ouvriers, artisans, commerçants, catégories populaires, employés). Les personnes sans diplômes, avec un CAP, un BEPC ou un baccalauréat se prononcent majoritairement pour le RN, tout comme les catholiques non-pratiquants.
La République en marche obtient une majorité chez les personnes de plus de 65 ans, les catégories supérieures, les professions libérales, les cadres supérieurs, les retraités, les personnes détenant au moins un bac+2 ainsi que les catholiques pratiquants.
De son côté, Europe Écologie Les Verts arrive en tête chez les 18-24 ans ainsi que chez les professions intermédiaires.

## Nombre de députés et mandats
Les élections des députés de la neuvième législature du Parlement européen se déroulent sur fond d'incertitudes quant au délai qui sera nécessaire au Royaume-Uni pour se positionner sur son retrait de l'UE. Selon la nouvelle répartition des sièges, la France bénéficie de 79 sièges, contre 74 sous la huitième législature (cette nouvelle répartition n'est entrée en vigueur qu'à la sortie du Royaume-Uni de l'Union européenne intervenue le 31 janvier 2020).
Dix-neuf députés européens élus en 2019, soit 25 %, se sont présentés aux élections nationales qui les auraient obligés à démissionner du Parlement européen s'ils avaient été élus en France. Huit députés européens pour la France ont effectivement quitté le Parlement européen.